# 无政府主义
無政府主義（英語：anarchism），又称无治主义，或譯作安那其主義，是一种政治理念及運動，其反對所有強制性、胁迫性的階級制度。無政府主義認為国家政体有害，本身無存在必要。无政府主义在历史上属于左派，被置于政治光譜最左侧；在社会主义运动中属于自由意志主義（自由意志社會主義）派。
在国家建立前，人类一直生活在無正式阶级制度的社會中。随着階級制度建立，對權威的質疑聲浪也隨之提高，但是擁有無政府主義自覺的政治運動於啟蒙時代才正式出現。到了十九世紀末至二十世紀初，無政府主義思潮直捲全球，並為眾多工人解放鬥爭帶來影響。同時內部湧現了各種分支。無政府主義者參與了當時的部分革命，當中又以西班牙內戰的全國勞工聯盟為著名例子，不過他們於1939年被國民軍及其外部支援勢力（纳粹德国、法西斯意大利、葡萄牙独裁政权）所擊倒，標誌著古典無政府主義時代落幕。在二十世纪的最后數十年及二十一世纪，无政府主义运动又卷土重来。
無政府主義者會採用各種策略來達至理想，这些策略可分為革命式策略及演變式策略兩大類。前後兩者有相當大的共通之處。革命式策略旨在消滅壓迫人民的國家和權威，在激烈程度上又以古典時代為高。演變式策略皆在展示無政府主義者心目中理想的社會。無政府主義的思想、實踐及其對社会的批評，已影響了人類社會的不同層面。而对无政府主义的批评，主要認為它内部存有矛盾、跟暴力有關，或視之為烏托邦理想。

## 詞源及定義

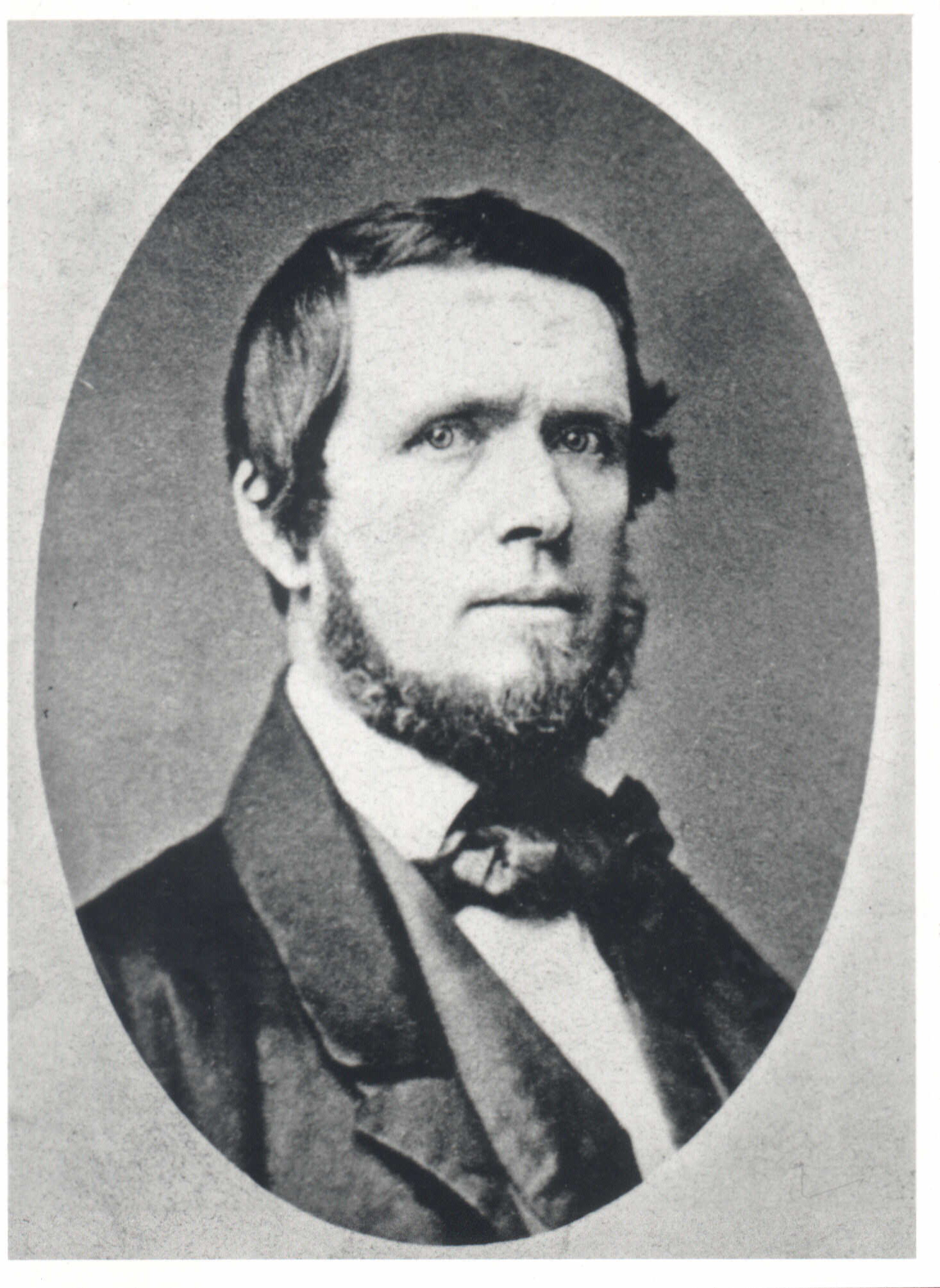
威廉·魏特林等著作家雖影響了無政府主義理論，但卻從未在著作中使用过無政府主義一詞

英語中的無政府主義「anarchism」一詞源於希臘語（anarkhia），意指「沒有統治者」。該希臘語由前綴「ἀ-」（即沒有）及單詞「αρχία」（即統治者或領導者）所組成。後綴「-ism」表示有利於無政府狀態的思潮。自1642年起，「anarchism」一詞以「anarchisme」的形式出現在英語中；1539年起則以「anarchy」來表示——早期使用者以其代指失序感。 法國大革命期間，參與其中的各個派別皆標籤敵方為「無政府主義者」，但當中有些派別與後繼者存有很多共同理念。部分19世紀的革命活動家（包括戈德温、魏特林）影響了下一代的無政府主義學說，但他們不會把自身的理念稱為「無政府主義」。第一位稱自身為無政府主義者（法語：anarchiste）的政治哲學家為普魯東，這使得無政府主義於19世紀中葉正式誕生。由于欧洲无政府主义者19世纪下半叶活动频繁，清朝报纸时常对其有所报导，但当时并未使用带有“无政府”的词汇，而是音译为“鴨那雞撕德黨”或意译为“无君党”。1901年，受日语常用译法影响，流亡日本的梁启超在《清议报》上报道美国无政府主义者里昂·乔戈什刺杀总统威廉·麦金莱时，第一次称呼乔戈什为“无政府党”；由于《清议报》在当时的知识分子间有着巨大的影响力，这一译名很快取代了过去“鴨那雞撕德黨”和“无君党”的译法。1902年，马君武基于英国社会主义者托马斯·柯卡普（克喀伯）《社会主义史》的第9章〈无政府主义〉，译出了《俄罗斯大风潮》，并“极力推崇无政府主义这种‘新主义’”。
“自由意志主義”一詞在19世紀90年代於法國誕生以後，人們常把它視作無政府主義的同義詞，此現象目前仍見於美國以外的部分地區。 不過仍有人以自由意志主義特指個人主義自由市場的理念，把自由市場無政府主義稱為自由意志無政府主義。儘管很多人會把自由意志主義當作無政府主義的同義詞使用，但由於新左翼、自由意志馬克思主義者（反對威權社會主義或先鋒隊的馬克思主義者）、極端自由主义者（他們主力關注公民自由）等不同意識形態支持者皆在以其代指自身，故其專有性已被削弱。此外，一些無政府主義者會把自身稱作自由意志社會主義者，以避免跟無政府主義有關的負面意涵、強調自身跟社会主义的關係。马修·S·亚当斯和李维寫道，無政府主義是指「社会主义運動中的反权威派系」。乔姆斯基表示無政府主義為「社会主义的自由意志派力量」。盖林寫道：
無政府主義是社會主義的同義詞。大多无政府主义者為希望終結人與人之間的剝削的社会主义者。无政府主义只是社会主义思潮當中的一派，这个派別十分關注自由，並希望盡快廢除國家。
儘管反對國家這一政治實體本身為無政府主義者的中心思想，但學者及無政府主義者仍很難對之下普遍定義，因為他們對此的理解會存有少許差異。因此儘管定義無政府主義為「一系列希望社會依據自願結社、自由、去中心化的理念來建立人際關係，反對权威及階層式組織（包括國家、資本主義、民族主義等制度）」的學說或為正確，但此定義與依據詞源（沒有統治者）、或像反國家主義（無政府主義遠超於此）、反威權主義（這是「後驗」的結論）般的思想特性的定義一樣，存有弊病。不過有關無政府主義的定義，一般包括以下基本元素：對非高壓式社會的渴求、對國家機關的抵制、相信人性能使人類在非高壓式社會中存活及進步、對如何追求理想中的無政府社會的一套想法。
奥斯古德稱無政府主義為威權共產主義和國有社會主義的極端對立面。马歇尔表示：「一般来说，无政府主义比自由主义更接近社会主义......无政府主义在很大程度上属于社会主义阵营，不過它也比起自由主義走得更前，故它不能夠以社會主義之名涵蓋之。因此最好視它作一門獨立兼具自身特色的學說」。詹宁斯認為「很难不得出这样的结论......把無政府資本主義當作无政府主义的分支看待者，只是误解了无政府主义」。他補充道：「无政府主义并不代表不受限制的个人自由（如『無政府資本主義者』所相信的般），如我們所見，它所代表的反而是個體和群體的延展」。沃尔特寫道：「從历史和意识形态兩方面來看，无政府主义的確紮根在自由主义和社会主义之上......从某种意义上说，无政府主义者始终都是自由主义者兼社会主义者，每当他们拒绝接受兩者任何一方的优点时，他们就背叛了无政府主义本身......我們是自由主義者，但不止於此；我們是社會主義者，但不止於此」。纽曼把无政府主义視為眾多社会主义傳統的分支，並指由普魯東和巴枯宁領頭的思想學派更具有社會主義成分。莫里斯把「社會主義跟无政府主义二分」形容為「概念和历史上的误解」。

## 歷史

### 史前時代及古代

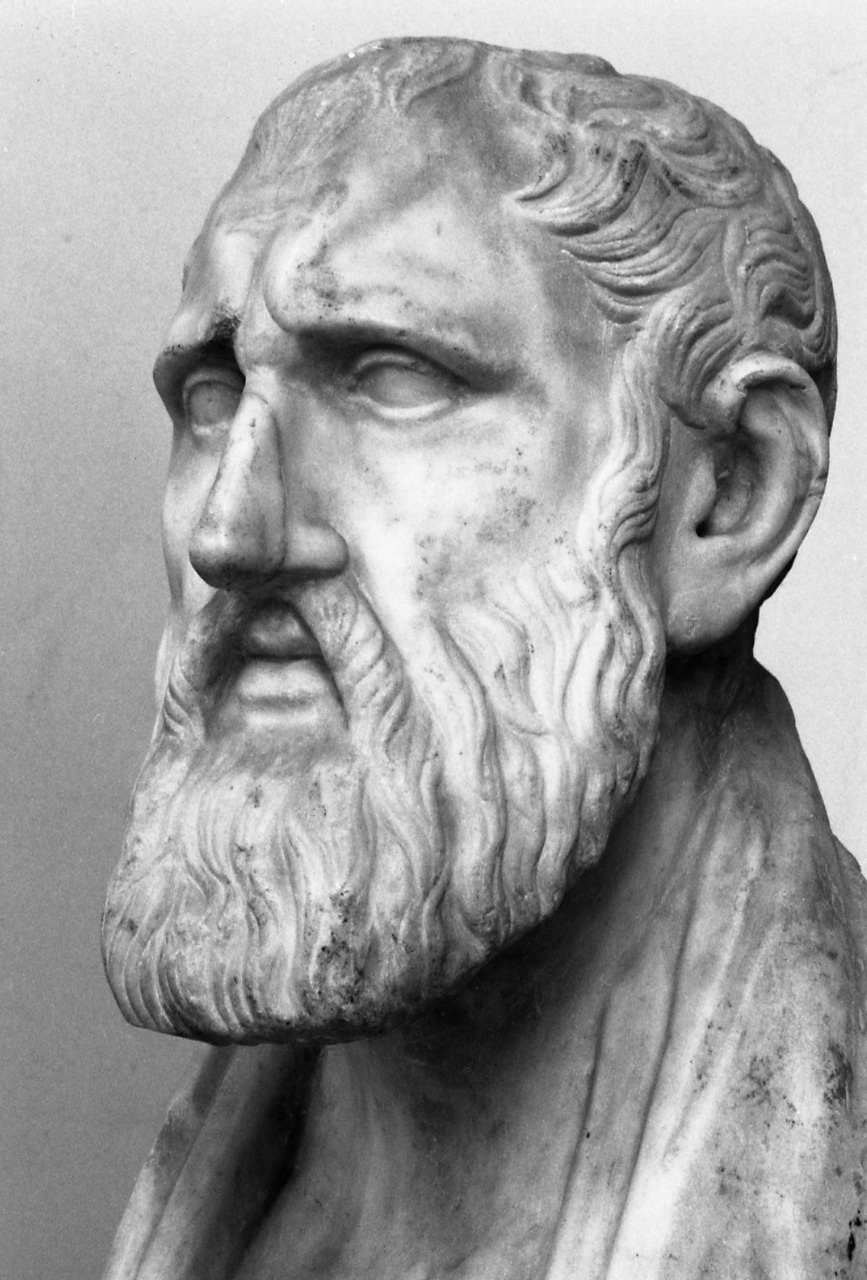
芝诺的《共和国》影響了克鲁泡特金

在市镇和城市建立之前，並不存在眾人之上的權威。权威制度在人們建立城鎮之後才得以確立，於是便有思想家以無政府主義式的理念回應之。古代中国和希腊出現了最著名的無政府主義思想雏形。在古代中國，像莊子和老子般的道家思想家便阐述了「和平地使國家非法化」的哲學無政府主義思想。与斯多葛學派一样，道家也被认为“预见到了”无政府主义。
無政府傾向也可以溯源至古代希臘哲學家和悲剧作家的觀點。埃斯库罗斯及索福克勒斯以有關安提戈涅的神話故事，來證明國家與個人自主的衝突。苏格拉底質疑雅典當局不斷打壓個人自由的合理性。犬儒學派反對人治（Nomos）及生於人治的機關，支持人們依據自然（physis）而活。斯多葛學派支持公民在沒有國家的存在底下，依據非官方的友好關係來建構社會。
中世紀期間，除了基督教歐洲及伊斯蘭世界的一些禁慾主義宗教運動帶有無政府主義色彩外，社會上沒有其他带有無政府主義色彩的運動。這些宗教运动後來引出了宗教無政府主義。在伊朗，祆教僧侶玛兹达克提倡建立沒有君主制的平等社會，但他後來被皇帝處決。
在巴士拉，一些宗教派別在佈道中加入反對國家存在的內容。歐洲的一些教派出現了反國家及自由意志主義的傾向。文艺复兴时期，人们对古代重拾热情；宗教改革时代，人们追捧个人判断；二者皆促进了宗教中反权威和世俗元素的传播。啟蒙時代的思想家们对知识权威的质疑，以及十八世纪90年代、1848年的一系列革命，均为后来古典无政府主义的发展打下铺垫。

### 近代
法國大革命為無政府主義思潮的轉捩點，當中反對國家及支持聯邦制的情感開始萌芽。大多受此一情感影響的人為無套褲漢（低下階層的老百姓）及忿激派（無套褲漢內的激進派）。第一波无政府主义思潮在整个十八世纪传播开来：英格兰的戈德温透過在道德論證上把國家的正當性消除，來支持哲學無政府主義。施蒂納的思想為個人無政府主義奠基。而在法國，普魯東所提出的互助主義理論亦盛行起來。到了1870年代後期，各個無政府主義學派已有明確的定義，並在1880至1914年間，透過全球化浪潮傳播到世界各地。古典無政府主義的興盛一路維持到西班牙內戰——歷史學家常把這段時期稱為「無政府主義史上的黄金時期」。

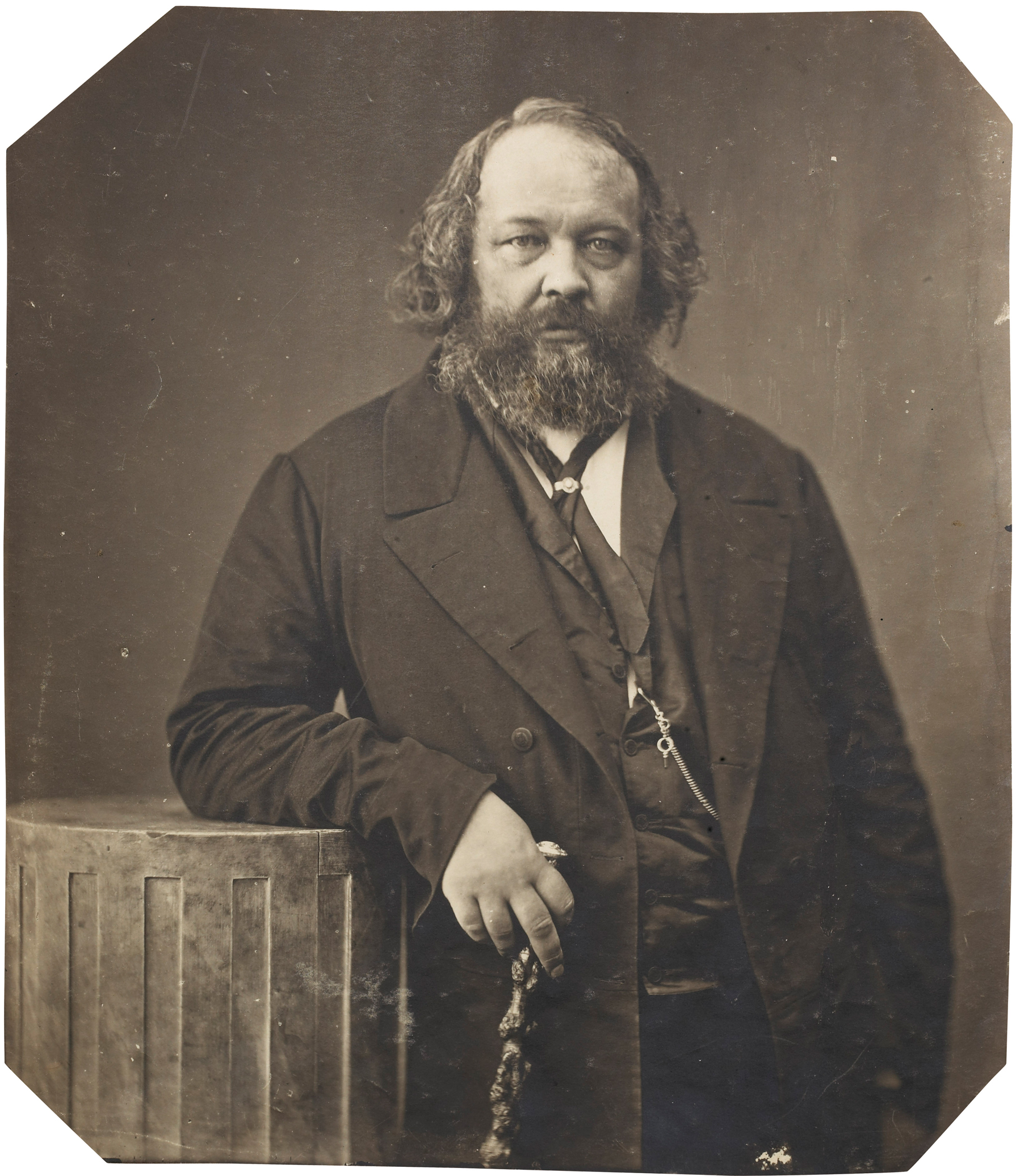
無政府主義者巴枯宁反對馬克思主義者以无产阶级专政為目標，集體反抗。他曾與第一国际結盟，但最終被馬克思主義者們開除出協會

巴枯宁同樣支持互助主義，並把其延伸至集體無政府主義上。巴枯宁的思潮以汝拉联盟的形式引進到1864年所成立，史稱「第一國際」的工人聯合組織國際工人協會。該協會的成立目的在於團結各式各樣的革命思潮。由於它參與了當時眾多的工人運動，所以知名度亦逐漸提高。及後馬克思成為協會實際上的領導者。巴枯宁的追隨者及一眾互助主義者反對馬克思主義者所支持的國有社會主義，並主張政治上的不干涉主義，容許個人掌握少量財產。巴枯宁的追隨者跟馬克思發生過激烈的論戰。1872年，論戰伴隨著巴枯宁派被马克思主义者逐出第一国际而结束。巴枯宁嗣後預言：若果革命者通过馬克思的方式掌權，他们終將會成為工人暴君。在被開除出國際工人協會後，一眾無政府主義者創立了聖伊米耶國際。一些无政府主义者后来又参与了第二国际，但最终在1896年再次被逐出。在俄國哲學家克鲁泡特金的影響之下，無政府共產主義與集體主義出現了重合的趨勢。從巴黎公社的誕生中獲得啟發的一眾無政府共產主義者主張，人民應自由地結盟，盟內亦應按照需求向人民分發資源。
在十九世紀末至二十世紀初，無政府主義思潮直捲全球。此一趨勢在國際工團主義運動中尤其明顯。中國的一些學生引入了無政府共產主義思想，並在此之上追隨民主及科學。東京亦吸引了一些具有顛覆國家思想的遠東青年前往學習。在拉丁美洲，阿根廷是无政府主义者的據點，當中又以无政府工团主义為左翼意識形態中的主流。這段時期，少部分无政府主义者利用暴力手段來達至他們的政治目的，這種策略被稱為行動宣傳。無政府個人主義者的政治表達和行為在法國社會主義運動解體及巴黎公社社员被處決和放逐後興起。儘管許多无政府主义者不從事任何的恐怖主義行為，但他們仍受到迫害及污名化，甚至被拒移民——美國的《1903年移民法案》訂明該國不接受無政府主義者移民。同一時期，一些無政府主義者接納了非法主義的思想。

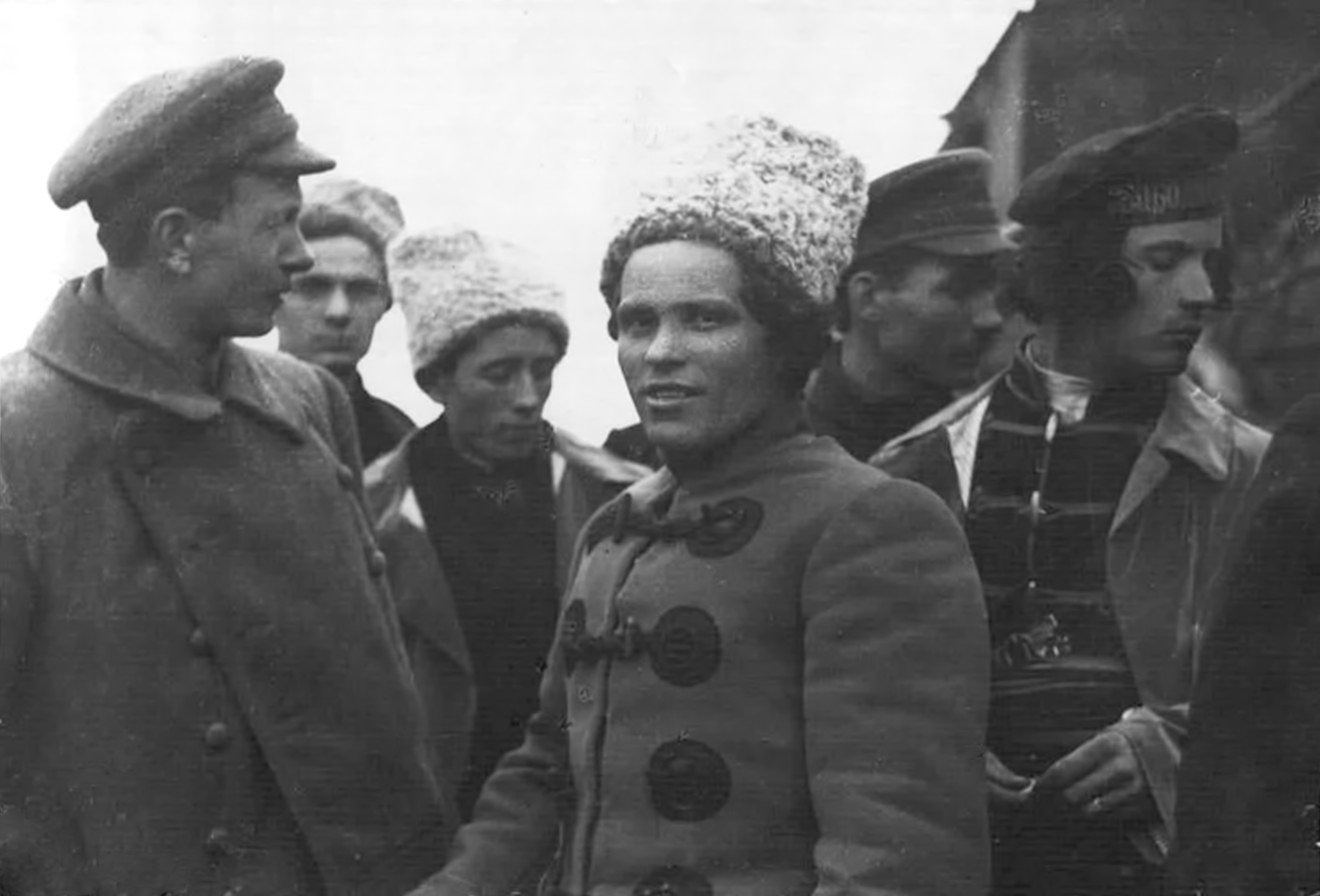
马赫诺為無政府主義武裝團體烏克蘭革命起義軍中的一員

1917年俄国革命得到了無政府主義者的熱烈參與。在革命期間，儘管無政府主義者對於革命本身存有擔憂，但是他們還是選擇支持之，聯合紅軍一起對抗白军。不過他們在布爾什維克政權穩固後遭到清算。俄国中部的無政府主義者要不受到監禁或加入布爾什維克，就要轉至地下活動。圣彼得堡及莫斯科的無政府主義者為此逃至烏克蘭。喀琅施塔得起义和马赫诺运动的扺抗就是當地無政府主義思潮的著名例子。就在無政府主義者於俄國受到打壓之時，兩股對立的無政府主義思潮先後湧現——綱領無政府主義與综合无政府主义。綱領無政府主義主張把無政府主義者分成若干羣體，以便進行革命；综合無政府主義則反對任何類近於成立政黨的做法。十月革命及隨後的俄国内战促成了布爾什維克的崛起，對全世界各國的無政府主義運動構成了嚴重打擊。許多工人及活動家皆視布爾什維克的成功為模範，共产党數目在與無政府主義及其他社會主義運動此消彼長的情況下增加。在法國及美國，大多數參與無政府工團主義運動的法國總工會和世界产业工人的成員最終退出了組織，轉而加入共產國際。
在西班牙内战中，無政府主義者及工團主義者（全國勞工聯盟與伊比利亚无政府主义联合会）再次跟其他左翼分子結盟。西班牙的無政府主義思潮由來已久，無政府主義者在內戰中所扮演的角色同樣舉足輕重。為了防止內部的軍事叛亂，武裝民兵向農民和工人推廣無政府主義，結果他們成功控制了巴塞罗那和西班牙大部分農村，並使土地集體化。儘管蘇聯在一開始時提供了有限度的援助，但它的介入始引發了無政府主義者和共產主義者之間的激烈鬥爭。

### 第二次世界大戰後

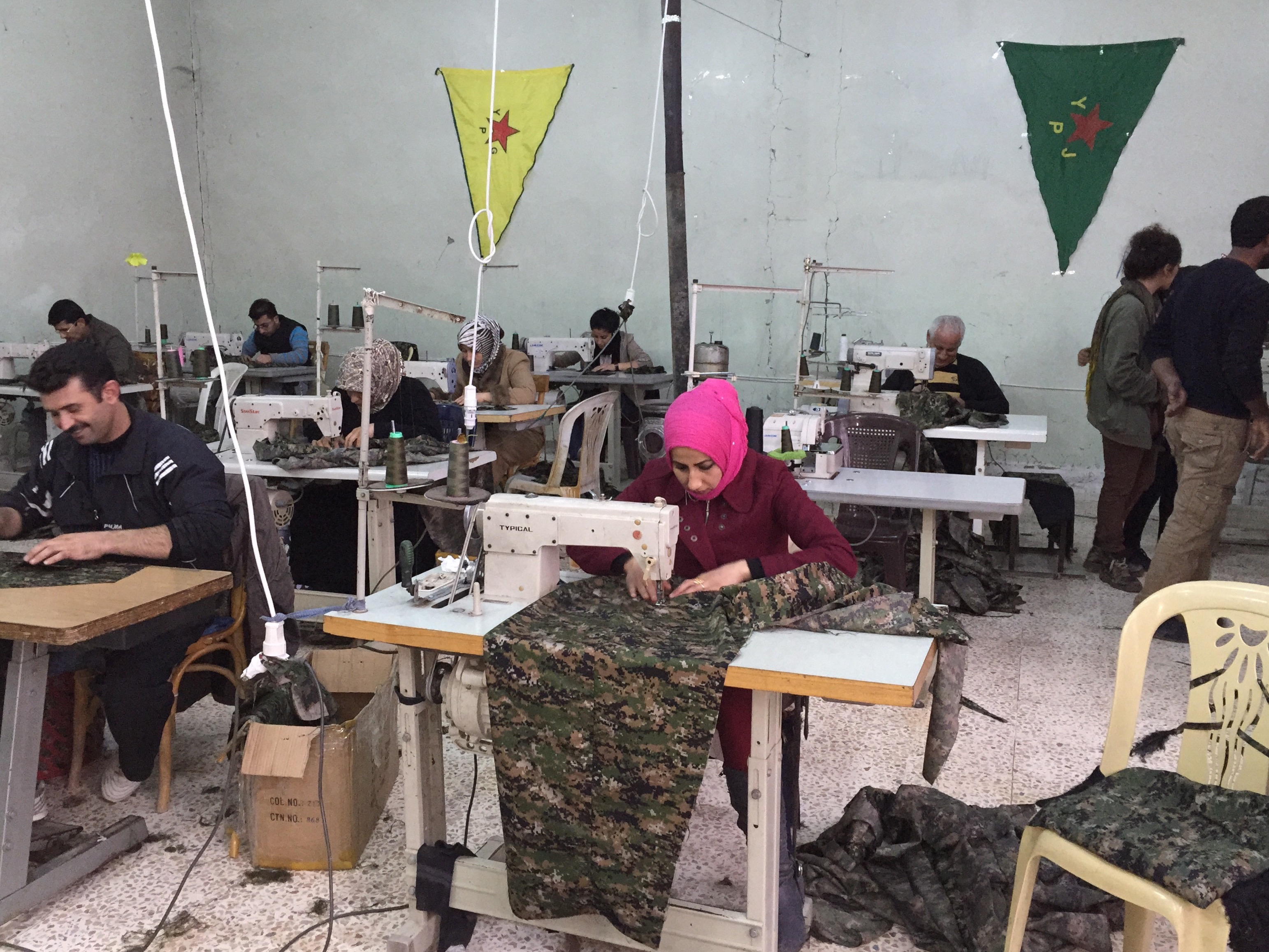
羅賈瓦工人自行嘗試成立合作社，上圖的縫紉合作社便是例子之一

第二次世界大戰結束时，無政府主義運動已然受到沉重打擊。然而無政府主義思潮在二十世紀60年代隨即復興，復興的主要原因可能在於人們認為马克思列宁主义已經失敗，以及冷戰期間的緊張局勢。這一時期的無政府主義思潮以融合其他批判國家和資本主義的運動為主，包括反核運動、環保運動、和平主義運動、新左翼運動、1960年代反文化运动。同時它也從以前的革命路線，過渡到具挑釁性的反資本主義改革路線。除此之外，無政府主義亦跟朋克搖滾運動有密切關係，像克拉斯和性手枪般的朋克搖滾樂隊帶有無政府主義思想的色彩。儘管女性主義傾向一直以無政府女性主義的形式出現在無政府主義運動中，但它在二十世紀60年代中的第二波女性主義裏才開始蓬勃發展。黑人無政府主義也於這段時期開始興起，使無政府主義參與者不再以欧裔人口为中心。此一趨勢亦跟無政府主義在北欧受到冷遇，但在拉美受到熱捧的事實相符。
在人類進入二十一世紀時，支持無政府主義的人口亦有上升趨勢，並對反戰、反資本主義、反全球化运动構成影響。同時無政府主義者因參與反對世界贸易组织、世界經濟論壇、八大工業國組織舉辦會議的示威而獲得關注。一些參與示威的無政府主義派別會把行動升級至骚乱層面、試圖毀壞他人財産或跟警察進行武力對抗。該些行動一般由多群去中心化的匿名組織（黑群）所進行，其他首創的組織性策略包括安全文化、聯繫小組、使用像互聯網般的去中心化技術。1999年西雅圖反世界貿易組織運動中的對抗，為這段時期內無政府主義的標誌性事件。無政府主義的理念已影響了墨西哥薩帕塔及北部和東部敘利亞自治行政區（羅賈瓦）的發展。

## 思想學派
無政府主義的思想學派一般被划分為兩大傳統類别——社會無政府主義和個人無政府主義，兩者的起源、演化及價值觀存有些許差異。個人無政府主義注重消极自由（反對國家或社会控制個人）；社會無政府主義則注重积极自由，希望能以其實現人的潜能，並宣稱社會應該滿足人的某些需求，「承認人應得到平等的權利保障」。無政府主義可按時間先後分為19世紀末的古典學派，以及此後才開始發展的後古典學派（無政府女性主義、綠色無政府主義、後無政府主義）。
除了上述主流思想學派，還有從理論上證明國家沒有道德合法性的哲學無政府主義，但它沒有試圖證明以革命消滅國家的必要性。它是眾多無政府主義思潮背後的理論基礎，尤其是個人無政府主義。哲學無政府主義可能會接受守夜人國家的存在，視其為一時性的必要之惡，但仍同時認為若國家的法律與個人自由存有衝突，那麼公民便沒有道德責任去服從它。无政府主义非常重视道德论证，因为伦理学在有关思想中扮演着重要角色。无政府主义强调反資本主義、平等主義、個體和群體的延展，這些特點使之有別於無政府資本主義等經濟自由主義。
在政治光譜上，無政府主義的位置一般處於極左，它大部分的經濟和法律理念反映了共產主義、集體主義、工团主义、互助主義、参与型经济的阐述。由於無政府主義沒提供一個有關世界的單一闡釋，所以其有不同的類型，對無政府狀態的理解和實踐也有差異。為了回應無政府主義的內部派別鬥爭，馬莫爾於1899年提出不帶形容詞的無政府主義，主張寬容地對待內部的不同意見。無政府主義者信奉政治上的虚无主义。儘管有着不同的學派或思潮，但它們並不是互相獨立的實體，而是透過个人和地方自主、互助、网络组织、社区民主、正当的自主和去中心化等理念聯繫在一起。

### 古典

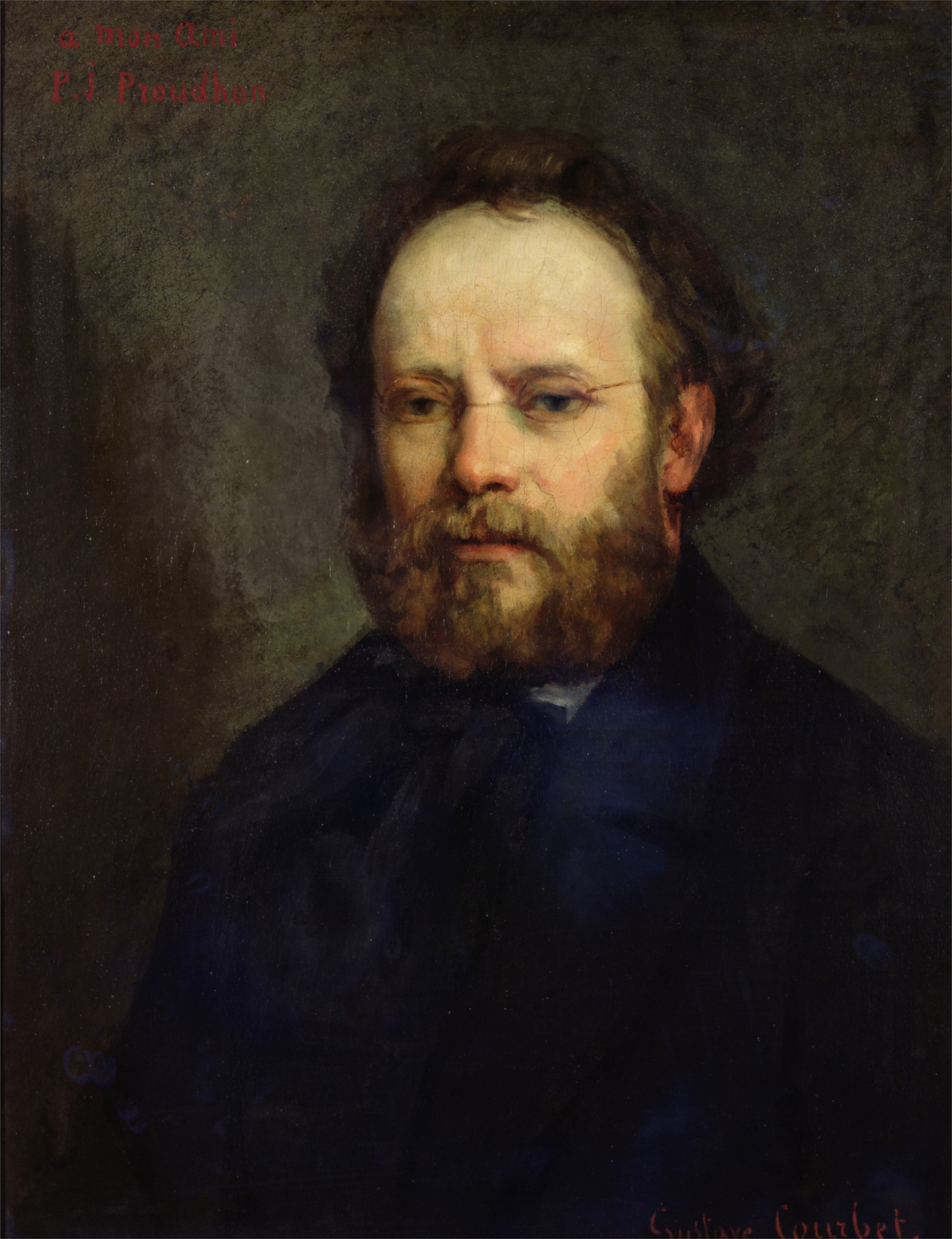
普魯東是無政府互助主義的主要者，並影響了後繼的個人無政府主義及社會無政府主義思想家

古典无政府主义始於互助主義及個人主義，之後開始出現不同的社會无政府主义學派，包括集體無政府主義、无政府工团主义、無政府共產主義。它們在「理想社會及其經濟如何運行」上看法各異。
互助主義始於18世紀英國與法國的工人運動，在經過普魯東等人改良後便成了一種無政府主義思想。它關注的議題包括互惠、建立自由人聯合體、自願契約、联邦制、信貸和貨幣改革（改革至由人民銀行監管）。互助主義處於個人與集體無政府主義之間。在《什么是所有权》一书中，普魯東把他的目標自定為「第三种社会形式，即共产制和私有制的综合」。集體無政府主義（或稱無政府集體主義），是革命社會主義中的無政府主義理論，其跟巴枯宁密切相關。集體無政府主義者反對生產資料的私有化，主張其應集體擁有。他們亦同意以暴力革命來達至這個目標——先由一個团结的小群體使用暴力開始，來激發全體工人起義，強行使生產資料集體化。但集體主義不會把影響範圍擴至收入分配，工人的薪酬依舊按工作時數調整，不會像無政府共產主義般主張按需分配物資。儘管集體無政府主義與馬克思主義在同一時期兴起，兩者皆希望建立無國家的集體社會，但前者反對馬克思主義所主張的无产阶级专政。
無政府共產主義（或稱共產無政府主義、自由意志共產主義）是無政府主義中的一套理論，其支持建立共產主義社會、生产资料公有化、直接民主；支持建立志願組織的横向網絡，及依照「各盡所能、各取所需」這一方針生產和消費的工人委員會。無政府共產主義在法國大革命之後的激進社會主義思潮中誕生，但這種思想直至第一國際的意大利分部成立後，才首次确切地阐述。克鲁泡特金后来进而扩充无政府共产主义的相关理论。无政府工团主义（或稱革命式工團主義）是無政府主義中着重勞工運動的學說。无政府工团主义者認為，工會是能帶來革命性社會變革的潛在力量。當工會革命成功後，新社會將沒有資本主義與國家，並由工人民主自治。无政府工团主义的基本原則是工人團結、直接行動、工人自治。
個人無政府主義是無政府主義運動內的思想流派，其特別強調個人及他們的意志，認為上述兩者比起群體、社會、傳統及意識形態等因素更為重要。戈德温、施蒂納、梭罗對這種思潮產生很大影響。個人無政府主義影響了各國一少部分的波希米亞主義藝術家及知识分子、自由戀愛及生育控制提倡者、個人天然主義者、自由思想及反教权活動家，以至故意作出違法行為的年輕無政府主義者（這後來被稱作罪犯無政府主義或個人收復主義）。

### 後古典與當代

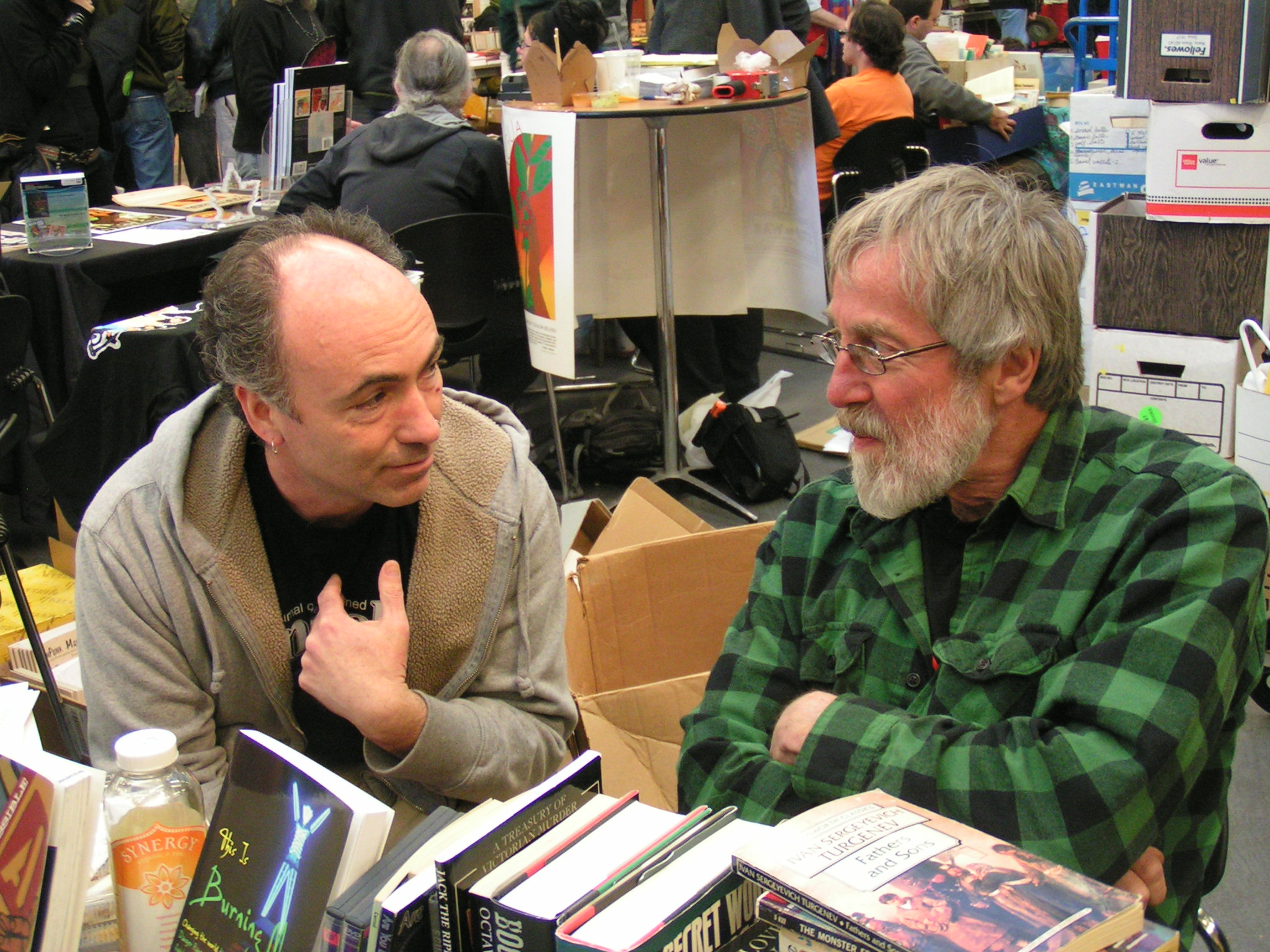
兩位著名的當代無政府主義作家賈拉奇（左）與約翰·瑟爾津（右），其中瑟爾津是無政府原始主義內的重要喉舌，賈拉奇則是後左翼無政府主義的著名提倡者

無政府主義是當代激進左翼社會運動基礎的一部分。當代無政府主義運動亦跟反全球化运动存有緊密關係，當中較著名的活動網絡仍以無政府主義者為主。該些運動塑造了21世紀的激進主義思潮，並使無政府主義更廣泛地為人接受，令其出現復蘇的跡象。無政府主義繼續催生各種理念及運動。透過結合不同的概念，各種嶄新的無政府主義思想亦得以誕生。反對資本主義的思想在當代無政府主義中仍具有重要地位，繼續延續古典無政府主義的傳統。
當代新聞報導在報導相關示威時，較著重描述无政府主义者使用黑群战术的行動，使大眾眼中的無政府主義更向暴力和混亂這兩個既定印象靠攏。這种报道亦吸引了人类学及历史等领域的學者參與無政府主義運動，尽管当代无政府主义倾向于行动，而非学术理论。由於當今的無政府主義思潮出現各種流派，所以當代無政府主義運動很難去概括。儘管理論家和活動家已提出了「相對穩定的無政府主義者信念光譜」，但對於哪種信念為核心主流仍缺乏共識。於是評論者只好把眾多思潮的共同內容描述一遍，不過每個流派在該些信念上仍有優次之差。比如性別平等雖為大多派別認同的概念，但在優次上，無政府女性主義者會把它排得較前，而無政府共產主義者則排得較後。
無政府主義者一般反對以下具強制力的威權：「所有中央集權且依賴階級制的政府（比如君主制、代議制民主、國家社會主義）、經濟階級體系（例如資本主義、布爾什維克主義、封建主義、奴隸制）、父權制、異性戀霸權主義、白人至上主義、帝國主義」。不過他們可能會在行動手段上存在分歧。平等自由原則相對較接近於無政府主義的政治倫理，因為它超越了自由主義和社會主義傳統。此一原則致使支持者認為自由和平等不能在国家内部实施，最終导致他們质疑一切形式的统治和階級制度。

## 策略
無政府主義者的策略各式各樣，但大多是為了兩大目的——一是反抗建制，二是推廣無政府主義者的倫理標準及理想社會形態，令「手段和目的統一」。可把無政府主義者的策略分為兩大類：一为消滅壓迫人民的國家和機構的革命式策略，二为令社会发生改变的演變式策略。後者采用非暴力的手段，並希望以循序漸進的方法達至無政府主義者眼中理想的社會，不過前後兩者有相當大的共通之處。
無政府主義者的策略在20世紀期間出現轉變。20世紀早期的無政府主義者聚焦於武力鬥爭及罢工，當代的無政府主義者則會採取更多樣化的策略。

### 古典策略

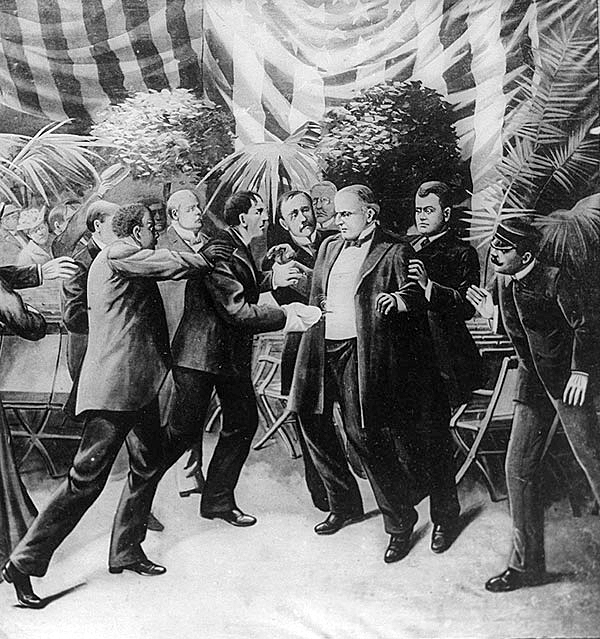
無政府主義者內部對於「暴力是否違反理念」這一道問題存有分歧。上圖展示了無政府主義者里昂·喬戈什刺杀第25任美國總統威廉·麥金萊的場景

在古典時代，無政府主義者相對較為好戰。他們不僅會與國家武裝部隊進行武力對抗（相關例子包括西班牙和烏克蘭等地的無政府主義者軍隊），其中一些更視恐怖主義行動為行動宣傳的一環。部分無政府主義者會試圖暗殺國家首腦，其中一些成功殺掉之。無政府主義者還會參與革命。许多无政府主义者认为这些尝试将促成反资本、反国家的革命。这些袭击很多都發生在1870年代末、1880年代初、1890年代，到了20世紀初仍有零星個案。至後來因為司法权力擴張、国家机關專門针对這些襲擊，它們才愈發罕見。
無政府主義者對暴力的態度具有一定復雜性及爭議性。無政府和平主義者認為手段和目的需要統一，另外一些無政府主義者則支持包括破壞或恐怖主義行為在內的直接行動，第二种觀點在19-20世紀尤其盛行，因當時部分無政府主義者視國家為暴政的體現，故認為一切反抗手段皆是合理的。戈尔德曼及馬拉泰斯塔支持有限度地使用暴力，並認為暴力只是對抗國家暴力的必要之惡。
無政府主義者會積極參與罷工，但他們一般對正式的工团主义持反感態度，視之為改良派。他們視罷工為推翻資本主義及國家的手段一環。無政府主義者亦會利用行動來加強宣傳效果，例如參與裸體主義運動、依據友情來建構社群、參與出版事務。

### 革命式策略

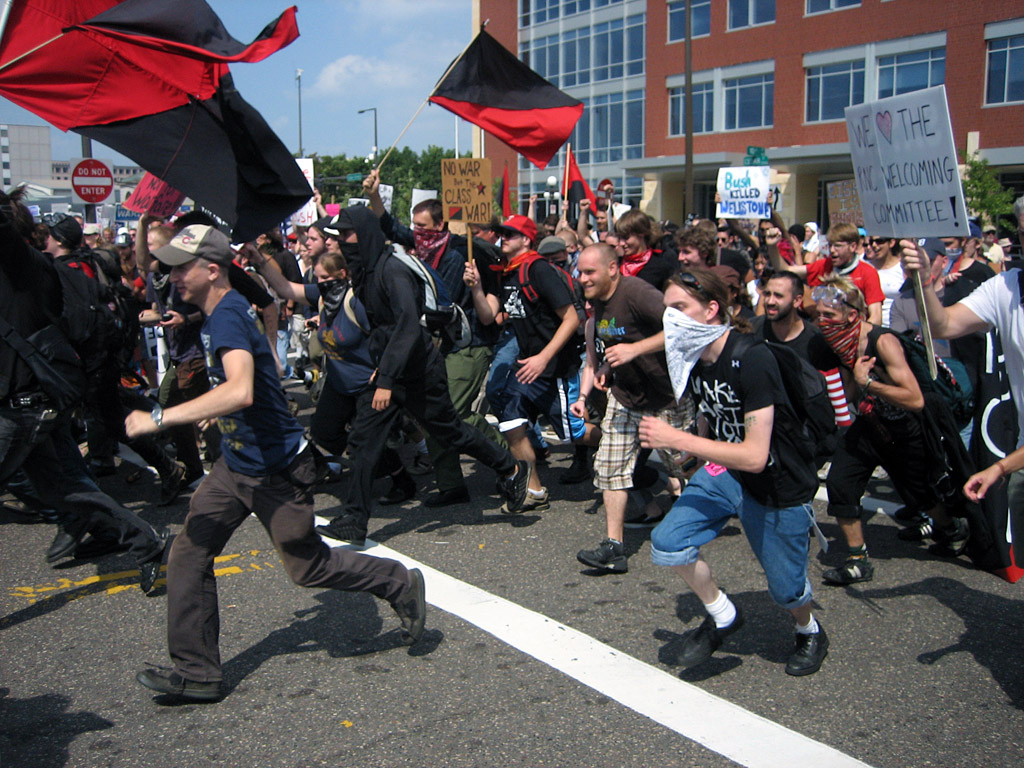
展示無政府共產主義意象的黑群示威者，當中有的舉着寫有標語「不要戰爭，但要階級鬥爭」的牌子

在現代，印度的起事無政府主義者博南諾因反對一切非暴力手段，而把19世紀後期克魯泡特金等無政府主義者探討過的暴力問題帶回主流討論。博南諾及法國極左派組織隐形委员会皆鼓吹人們自行組織多個非正式的小團體，當中每個成員都應對自己的行為負責，但他們會自行配合，以暴力破壞的形式反抗國家、資本主義等他們眼中壓迫眾人的事物。隐形委员会的成員於2008年被捕，並被控以多項罪名，包括從事恐怖主義活動。
當今無政府主義者的暴力程度，總体上比古典时代要低。他們大多會在示威時跟警方進行武力對抗、把行動升級至騷亂層面，並投擲燃烧瓶，這在加拿大、墨西哥、希臘等地較為常見。激进示威者也會以黑群的形式出現，當中每個人都穿着黑色服裝，然後當中一些會跟警方發生衝突。不過他們不僅會跟權力機關發生衝突，還會參與對抗種族主義者及法西斯主義者的鬥爭。當法西斯主義者舉行仇恨集會時，無政府主義者便會採取反法西斯主義行動，阻止集會進行。

### 演變式策略
無政府主義者普遍採取直接行動的方式以嘗試達至他們的目標，包括以破壞和示威方式反對其眼中不公平的階級制度，或透過建立公社和去階級化的集體組織，實現他們理想中的自治。 他們作集體決定時通常以反威權的形式進行，讓所有人皆能對每一個抉擇發表自身的觀點，從而影響最終決定，稱為橫向主義。當代無政府主義者一直在參與各種基層運動，它們不一定是完全帶有無政府主義色彩的，但多少都滲入了橫向主義的理念，尊重個人的自主決定。他們亦會參與像罷工和示威般的群眾運動。當代部分無政府主義者為了強調自己不依照傳統策略（big-A anarchism）行事，而以新造詞「small-a anarchism」代指自身的這種傾向。他們不會依照代表人物的思想來判斷自身，反之自身的想法及經歷才是判斷的重點。
無政府主義同質小組的決策過程在策略上起著重要的作用。小組會在沒有領導者的情況下，透過各種途徑來達至粗略的共識。其中一個方法就是小組内每個成員都扮演协调者的角色，在不推廣某個觀點的同時，促進小組達成共識。少數者通常會接受小組粗略的共識，除非他們認為提案與無政府主義者的目標、價值觀或道德觀念相違。他們一般只會成立20人以內的小组，以促進自主性及成員間的友誼。該些小組一般不會進行互聯，只維持細小的人際網絡。無政府主義者讚同並會參與罷工，特別是野猫罢工，因為它是沒有領導者的罷工。
當今的無政府主義者會以線上形式傳播訊息。過去則會用到報紙及雜誌等媒介，但由於發行等方面有一定門檻，故他們會改用門檻較低的互聯網發佈資訊，並營運電子圖書館等平台。無政府主義者還開發了各類軟件，它們皆免費地予人使用。黑客行動主義者的理想與無政府主義者很像，特別是在保障公民免受政府監控方面。
無政府主義者還會以回收公共空間的方式，建構社交空間，使相同理念者能夠聚在一起。在像示威般的重要事件發生時，該些空間會被稱作臨時自治區（由哈基姆·貝提出的構想，能讓無政府主義者展示自身的理想）。無政府主義者視佔屋為從資本主義市場手上奪回城市空間的方法，並能滿足務實需要，故為直接行動的典範。該些空間能讓無政府主義者實踐自身的想法及加強社會紐帶。並非所有無政府主義者皆對該些策略持相同态度。该些策略，加上正反方的意见，再加上當代無政府主義者會在高度象徴性事件之下组织的示威活動，共同构成了当代无政府主义中充满活力的嘉年華會狂歡元素。

## 關注議題
由於无政府主义是一門包含了各種流派的哲學理念，故在價值觀、意識形態及策略方面存有內部衝突的情況並不罕見。无政府主义的多樣性也使得世人難以為它下一個精確定義。譬如「無政府主義跟資本主義、民族主義、宗教是否兼容」這一道問題便帶有一定爭議性。除此之外，無政府主義跟馬克思主義、共產主義、集體主義、工團主義的關係仍有一定複雜性。無政府主義者也可受到人文主義、开明的自利、素食主義等道德思潮推動。一些无政府主义者會批判文明、民主、技术等，而另外一些則會選擇讚揚之。

### 性與自由戀愛

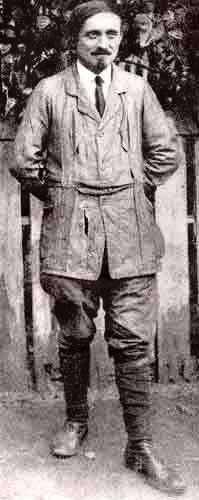
法國個人無政府主義者埃米尔·阿尔曼德在20世紀初期提出了自由戀愛的好處

無政府主義者因反對階級制度，而較為關注與制度相關的性與性別議題；無政府主義會分析及反對任何對性自主的壓迫，因為這間接反映了傳統強加於人身上的性別期望。

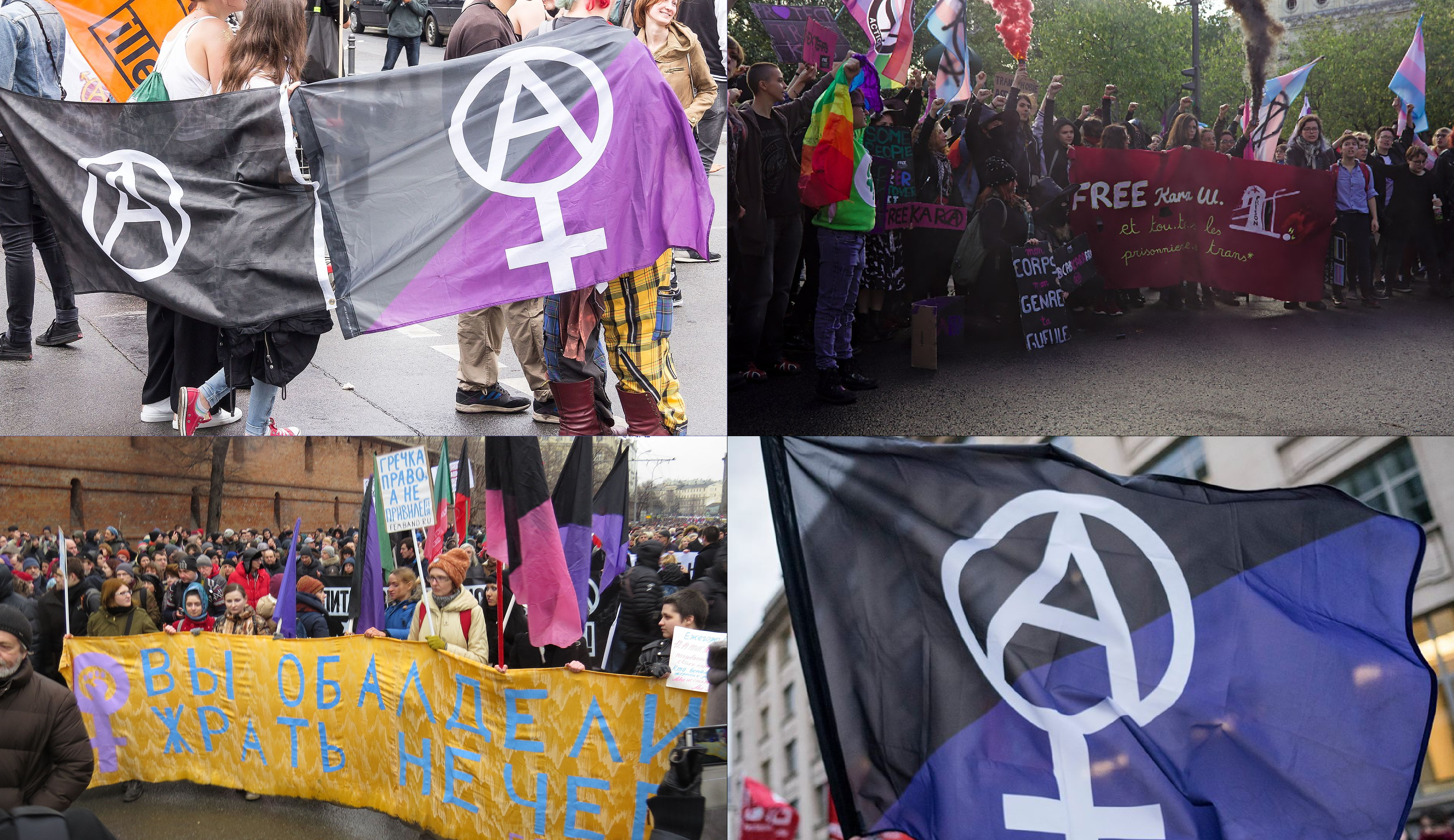
無政府女性主義者參與示威的各個場景

古典无政府主义者并不经常讨论性问题，不過少數涉獵者認為，无政府主义社会的性會自然發展。但是像塔克般的無政府主義者則對性暴力表示擔憂。塔克反對設立最低合法性行為年齡，但卻認為一個无政府主义社会將有利於好色之徒。在1890-1920年間，自由戀愛成了無政府主義內的重要思潮；現今其則以擁護多邊戀及酷兒無政府主義的形式存在。自由戀愛提倡者因認為婚姻法是以男性佔優的形式確立，故反對任何形式的婚姻制度，視之為男性壓迫女性自主的一種手段。除此之外，他們亦批評社會的既有秩序限制了女性的性自由及性愉悅權。在運動參與上，他們會為想同床的同志伴侶們安排多間房子，坐言起行地支持自由戀愛這一概念。自由戀愛思潮深深紮根於歐美各國。一些無政府主義者在參與運動時發現，自由戀愛並非完全沒有負面影響，比如其能讓人心生妒火。無政府女性主義者支持自由戀愛、女性的墮胎選擇權；反對婚姻制度本身。無政府主義者跟不支持無政府主義的女性主義者雖在選舉權議題上有分歧，但大體上仍處於互相支持的關係。
在二十世紀下半葉，無政府主義与第二波女性主義交织在一起，影響了某些女性主義思潮，并使之激進化。在20世紀的最後數十年，无政府主义者和女性主义者皆提倡女性及性少數平權，並積極擁護他們的自主性，使得部分女性主義思想家稱兩者出現了融合的跡象。到了第三波女性主義，強制異性戀及性別認同開始進入大多数無政府主義者的视野中，同時他們會以後結構主義視角來批判既有的性規範。不過也有一部分無政府主義者拒絕这种思想——他們認為該些理念過於傾向個人主義，故此會使人放棄解放社會的理想。

### 教育
|      | 無政府主義教育               | 公立教育               |
| ---- | ---------------------------- | ---------------------- |
| 理念 | 教育是一種讓人掌握自我的方法 | 教育是一種服務         |
| 管理 | 社群管理                     | 國家營運               |
| 方法 | 實踐學習                     | 口頭傳授               |
| 目標 | 讓人成為社會的关键一员       | 讓人能為社會貢獻生產力 |

無政府主義者對教育的關注可追溯至古典無政府主義興起之時。他們認為普及教育能為個人及社會的自主奠下基礎，故為互助行為的一種。像戈德溫及施蒂納般的無政府主義者會反對國家教育及私立教育，視之為统治阶级延續階級特權的一種手段。
1901年，加泰羅尼亞出生的無政府主義教育家和自由思想家費雷爾於巴塞羅納創辦了一系列以現代或进步主义思想為其理念的學校，以抗衡当地基本由羅馬天主教会所控制的教育體系。費雷爾的學校建立在世俗主義之上、盡量不讓教会及国家干預教育內容，並提供一個富有自主性的學習環境予學生學習（即在課程編配上學生能有更大的參與度）。費雷爾希望能對工人階級進行教育，并且公开试图培养学生们的阶级意识。費雷爾所創辦的學校最後在國家不斷騷擾的情況下被迫關掉，而他本人亦因此於隨後被捕。費雷爾的理念影響了美國一些以現代為名的學校。俄國基督教無政府主義者托爾斯泰在其晴園創立了一間以農民子女為對象的學校。托爾斯泰這樣解釋它的主要原則：「唯自由，才能有效地進行教育」。尼爾於1921年創辦夏山学校，同樣宣稱要從壓迫中解放人們。
無政府主義者一般认为：教育应尊重孩童的自主性，应避免外界的刻意操纵，孩童的理性會引導其自主得出道德上的好結論。但他們在「何謂操縱」上沒有達成共識。費雷爾认为，應向孩童推行道德教化，明确地向他們傳達在資本主義社會下平等、自由和社會正義不能實現的訊息，並應以同样的負面態度批判政府和民族主义。
二十世紀後期及當代的無政府主義作家（沃德、里德、古德曼）開始把對公立教育的批判範圍擴展，他們認為教育應聚焦於儿童的创造力，而不應聚焦於在消费社会中获职或參與消費主義的能力。像沃德般的當代無政府主義者更認為公立教育致使社經不平等的狀態延續。
儘管大多無政府主義學校未能存活至今，但它們的理念已滲入至主流教育體系：比如尊重孩童的自主性及自由、以理性思考取代填鴨式教育。苏伊萨舉出了三所明確的無政府主義學校：圣克鲁斯自由學校（美國）、自我導向學習學院（英格蘭布賴頓）、帕伊德亚学校（西班牙）。

### 國家
反對國家及其結構是無政府主義的必要条件。無政府主義者認為國家是掌權者支配人民的工具，故認為不論整體的政治形態為何，皆沒有合法性可言。他們認為國家的存在會使人民無法控制自己生活，同時少數精英會擁有重大抉擇的決定權。即使是高透明度的開放政府，由于它仍具有脅迫人民的能力，它的權威性依然依據其權力建立。另一項反對國家存在的論點則认为，不論體制內的人員多麼無私，他们仍会追求更多權力，并最終腐化。無政府主義者認為由於統治階級與其他階級存有很大差異，所以國家根本不是人民集體意志的體現。
无政府主义者对国家的具體態度不盡相同。沃尔夫認為自主與威權之間的緊張關係，足以證明國家永遠不可能具備正當性。巴枯寧认为国家意味着暴力，「就是借助在可能的情况下伪装起来的、而在万不得已的情况下就撕下伪装、真相毕露的暴力的统治」。倾向于哲学无政府主义的西蒙斯和格林則表示，若國家以協商一致的方式治理，那麽其便有正當性。不過他們認為這幾乎沒什麽可能做到。無政府主義者對於怎樣才能廢除國家的看法亦各異。

### 藝術

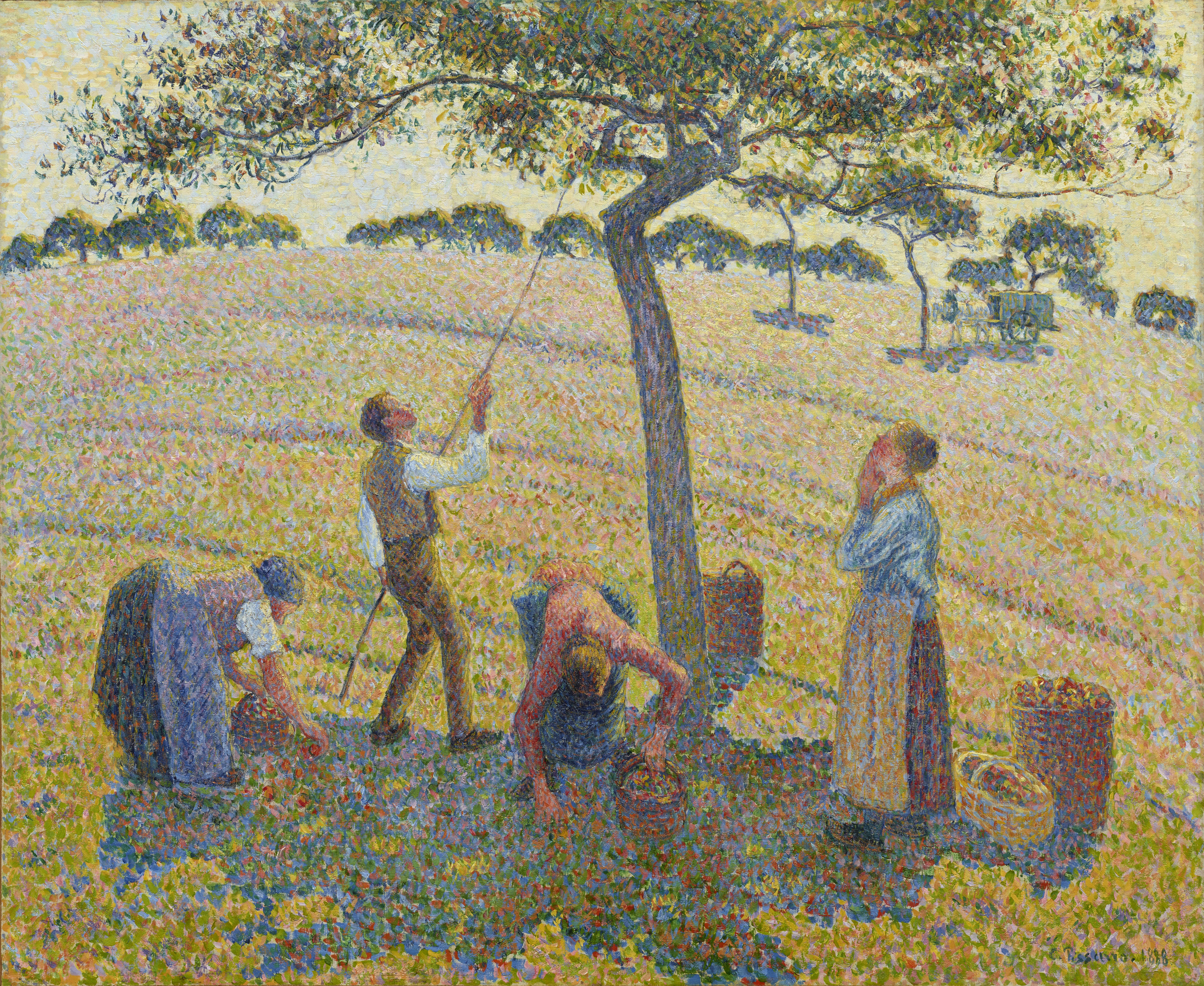
無政府主義畫家畢沙羅所繪的《奧尼的栗子树》（Les chataigniers a Osny）体现了无政府主义与艺术的融合。

藝術跟古典無政府主義的關係十分紧密，於該時興起的藝術風格較受到無政府主義影響，未來主義及超現實主義便是當中兩個例子。文學當中則以新浪漫及新末日幻想運動所受的影響為深。無政府主義跟龐克等音樂潮流亦有一定關係。像托爾斯泰及里德般的無政府主義者認為，藝術家與非藝術家的隔膜是資本主義所造成的，它會令藝術跟日常行為區隔開來，繼使人們不能活得愉快。
另外一些無政府主義者則支持通过藝術達至他們理想中的社會。罗贝在《打破魔咒》一著中宣稱「受无政府主义影响的实践對建基於運動的視頻行動主義越發影響」。在20世紀期間，很多著名的無政府主義者（克鲁泡特金、戈尔德曼、兰道尔、贝尔内里）皆有論及藝術的重要性，這點亦可在像《無政府狀態》般的出版物上見到。
無政府主義者認為藝術有三用——首先其可用於表達對當下社會及階級制度的批判；其次它可用於描繪他們眼中理想的社會是怎樣的；最後它也可是直接行動的一環，比如用於示威行動當中。19世紀的新印象派運動常以生態美學為主題，並为無政府主義者提供了一個渠道，以讓他們表達對社會主義路線的印象。比如無政府主義畫家畢沙羅所繪的《奧尼的栗子树》，它結合了生態美學跟社區農業——作者以此展示他理想的無政府主義農業社區是怎麼樣子。

## 批評
人們對無政府主義的主要批評點之一，在於人類不能夠實行自治，國家則為人類存活所必須。哲學家罗素認為此一批評有理有據，並表示：「和平與戰爭、关税、卫生条件和有毒藥品銷售管制、正义的分配制度等等——这些都難以在一個沒有中央政府的社會中實行」。另一個主要批評點在於認為無政府主義社會都是孤立和細小的，只有這樣才能實現自治。沃德對此回應道，主流無政府主義思想家都在提倡联邦制。
哲學系講師菲亞拉列出了反對无政府主义的五大論點。首先，他提到了無政府主義跟暴力及破壞有關，這種關係不僅體現於現實上（例如示威活動），還體現於他們的道德觀上。第二點則是認為社會不能在沒有國家或類國家政體的情況下正常運作，他們的主張會使人失去國家保護，令他們不能免受犯罪份子侵害。菲亞拉以霍布斯的利维坦及諾齊克的守夜人國家作相關論證。第三，無政府主義被視為毫無可行性的構想，或視之為一種乌托邦，因為國家幾乎不可能滅亡——這一論點常會帶出要人從體制內進行改革的觀點。第四點則指無政府主義是自相矛盾的，因為它主張沒人應受到管治，但若其為眾人所接受，那麼便會成為一種管治理論。除此之外，矛盾之處還在於它主張集體行動之餘，又同時尊重個人自主，後者會使人無法採取集體行動。最後他提到了對哲學無政府主義的批評，表示所有論點皆被指責「过于薄弱」，同時資本主義和資產階級仍然不見動搖跡象。
在支持无政府主义的著作出版以後（比如西蒙斯的《道德原则与政治义务》），哲學無政府主義受到了學術界批評。法律系教授埃德蒙森撰寫了一篇文章，於當中反對哲學無政府主義三大原則，指它們都是錯誤的。埃德蒙森稱，儘管的確沒義務服從正常國家，但仍不能由此推導「無政府主義為必然的」的结论，國家在道德上仍有合法性可言。胡梅尔在《政治權威的問題》一著中為哲學無政府主義作辯護，稱：「政治權威是道德上的幻觉」。
亦有批評認為无政府主义無視及錯誤了解服從權威的生物傾向性——此一理論由弗格森於1886年的《北美評論》上首次提出。拉茲认为，接受权威等同於認為跟著其指示走會較有可能成功。拉茲相信，不論權威的指示正確與否，此一論點都是正確的。无政府主义者反對這類型的批評，因为挑战或不服从权威，並不等同於失去在承認醫師或律師等權威為可靠時的好處，承認時亦不等同完全放棄獨立判斷。无政府主义者排斥国家、相信社会革命的思維，乃至了解人性的方式，皆被学术界批评為「過於天真和簡化，完全不切實際」。古典无政府主义因过度相信「废除国家将使人类合力共荣」，而受到了批評。
学者莫利纽克斯在其著作《无政府主义：一名馬克思主義者的批判》中寫道「无政府主义赢不了」，认为它缺乏正确实施其想法的能力。马克思主义对无政府主义的批评在於認為其具有乌托邦性质，因为所有人都应该擁有无政府主义的观点和价值观。按照马克思主义的观点，一种社会理念将直接从这种人类理想中誕生，其本质則形成於每个人的自由意志之上。马克思主义者认为，这种矛盾就是他们无法行动的原因。從無政府主義的視角來看，自由与平等之間的冲突能透過共存交织来解决。

### 引用
1. ↑  丸尾 2009，第11頁.
2. ↑  Carlson 1972，第22–23頁.
3. ↑  Bates 2017，第128頁; Long 2013，第217頁.
4. ↑  Merriam-Webster 2019，"Anarchism"; Oxford English Dictionary 2005，"Anarchism"; Sylvan 2007，第260頁.
5. ↑  Joll 1964，第27–37頁.
6. ↑  洪 1985，第417頁.
7. ↑  洪 1985，第418頁.
8. ↑  袁 2018，第47頁.
9. ↑  楊 2019，第10-11頁.
10. ↑  徐 & 柳 1989，第23–28頁.
11. ↑  胡 1994，第41–42頁.
12. ↑  Nettlau 1996，第162頁.
13. ↑  Guérin 1970，"The Basic Ideas of Anarchism".
14. ↑  Ward 2004，第62頁; Goodway 2006，第4頁; Skirda 2002，第183頁; Fernández 2009，第9頁.
15. ↑  Morris 2002，第61頁.
16. ↑  Marshall 1992，第641頁; Cohn 2009，第6頁.
17. 1 2 3  Marshall 1992，第641頁.
18. ↑  Marshall 1992，第641頁; 乔姆斯基 2021，第38頁; Cohn 2009，第6頁; Adams & Levy 2018，第104頁.
19. ↑  Adams & Levy 2018，第104頁.
20. ↑  乔姆斯基 2021，第38頁.
21. ↑  Guérin 1970，第12頁.
22. ↑  Long 2013，第217頁.
23. ↑  McLaughlin 2007，第25–29頁; Long 2013，第217頁.
24. ↑  McLaughlin 2007，第166頁; Jun 2009，第507頁; Franks 2013，第386–388頁.
25. ↑  McLaughlin 2007，第25–26頁.
26. ↑  Osgood 1889，第1頁.
27. ↑  Jennings 1999，第147頁.
28. ↑  Walter 2002，第44頁.
29. ↑  Newman 2005，第15頁.
30. ↑  Morriss 2015，第64頁.
31. ↑  Marshall 1993，第70頁.
32. ↑  Graham 2005，第xi–xiv頁.
33. ↑  Coutinho 2016; Marshall 1993，第54頁.
34. ↑  Sylvan 2007，第257頁.
35. ↑  Marshall 1993，第4, 66–73頁.
36. ↑  Marshall 1993，第86頁.
37. ↑  Crone 2000，第3, 21–25頁.
38. ↑  Nettlau 1996，第8頁.
39. ↑  Marshall 1993，第108頁.
40. ↑  Adams & Levy 2018，第307頁.
41. ↑  Marshall 1993，第4頁.
42. 1 2  Marshall 1993，第4–5頁.
43. ↑  Levy 2011，第10–15頁.
44. ↑  Dodson 2002，第312頁; Thomas 1985，第187頁; Chaliand & Blin 2007，第116頁.
45. ↑  Graham 2019，第334–336頁; Marshall 1993，第24頁.
46. ↑  Levy 2011，第12頁.
47. ↑  Marshall 1993，第5頁.
48. ↑  Graham 2005，第xii頁.
49. ↑  Moya 2015，第327頁.
50. ↑  Levy 2011，第16頁.
51. ↑  Marshall 1993，第519–521頁.
52. ↑  德里克 2006，第77頁; Ramnath 2019，第681–682頁.
53. ↑  Levy 2011，第23頁; Laursen 2019，第157頁; Marshall 1993，第504–508頁.
54. 1 2  Marshall 1993，第633–636頁.
55. ↑  Anderson 2004.
56. ↑  Marshall 1993，第633–636頁; Lutz & Ulmschneider 2019，第46頁.
57. ↑  Bantman 2019，第374頁.
58. ↑  Avrich 2006，第204頁.
59. ↑  Nomad 1966，第88頁.
60. ↑  Bolloten 1984，第1107頁.
61. ↑  Marshall 1993，第xi, 466頁.
62. ↑  Marshall 1993，第xi頁.
63. ↑  Marshall 1993，第539頁.
64. ↑  Marshall 1993，第xi & 539頁.
65. ↑  Levy 2011，第5頁.
66. ↑  Marshall 1993，第493–494頁.
67. ↑  Marshall 1993，第556–557頁.
68. ↑  Williams 2015，第680頁.
69. ↑  Harmon 2011，第70頁.
70. 1 2  Rupert 2006，第66頁.
71. ↑  Ramnath 2019，第691頁.
72. ↑  McLean & McMillan 2003，Anarchism; Ostergaard 2003，第14頁，Anarchism.
73. ↑  Harrison & Boyd 2003，第251頁.
74. ↑  Adams & Levy 2019，第9頁.
75. ↑  Ostergaard 2006，第12頁; Gabardi 1986，第300–302頁.
76. ↑  Klosko 2005，第4頁.
77. ↑  Franks 2019，第549頁.
78. ↑  Marshall 1992，第564–565頁; Jennings 1993，第143頁; Gay & Gay 1999，第15頁; Morriss 2008，第13頁; Johnson 2008，第169頁; Franks 2013，第393–394頁.
79. ↑  Brooks 1994，第xi頁; Kahn 2000; Moynihan 2007.
80. ↑  Guérin 1970，第35頁，Critique of authoritarian socialism.
81. ↑  Marshall 1993，第14–17頁.
82. ↑  Sylvan 2007，第262頁.
83. ↑  Avrich 1996，第6頁.
84. ↑  Walter 2002，第52頁.
85. ↑  Marshall 1993，第1–6頁; Angelbeck & Grier 2012，第551頁.
86. ↑  Wilburn 2019，第216-218頁.
87. ↑  Levy & Adams 2019，第2頁.
88. 1 2  Wilburn 2019，第213–218頁.
89. ↑  Avrich 1996，第6頁; Miller 1991，第11頁.
90. ↑  Pierson 2013，第187頁. 引自蒲鲁东1840年所著的《什么是所有权》的第五章
91. ↑  Morris 1993，第76頁.
92. ↑  Shannon 2019，第101頁.
93. ↑  Avrich 1996，第3–4頁.
94. ↑  Heywood 2017，第146–147頁; Bakunin 1990: "They [the Marxists] maintain that only a dictatorship—their dictatorship, of course—can create the will of the people, while our answer to this is: No dictatorship can have any other aim but that of self-perpetuation, and it can beget only slavery in the people tolerating it; freedom can be created only by freedom, that is, by a universal rebellion on the part of the people and free organization of the toiling masses from the bottom up".
95. ↑  Mayne 1999，第131頁.
96. ↑  Marshall 1993，第327頁; Turcato 2019，第237–323頁.
97. ↑  Graham 2005.
98. ↑  Pernicone 2009，第111–113頁.
99. ↑  Turcato 2019，第239–244頁.
100. ↑  van der Walt 2019，第249頁.
101. ↑  Ryner 2007.
102. ↑  Marshall 1993，第440頁.
103. ↑  McElroy 1996; Díez 2006.
104. ↑  Díez 2006; Ytak 2000.
105. ↑  McElroy 1981，第291–304頁; Díez 2007，第143頁.
106. ↑  Imrie 1994; Parry 1987，第15頁.
107. ↑  Evren 2011，第1頁.
108. 1 2  Evren 2011，第2頁.
109. ↑  Perlin 1979.
110. ↑  Williams 2017，第4頁.
111. ↑  Williams 2010，第110頁; Evren 2011，第1頁; Angelbeck & Grier 2012，第549頁.
112. ↑  Franks 2013，第385–386頁.
113. ↑  Franks 2013，第386頁.
114. ↑  Jun 2009，第507–508頁.
115. ↑  Jun 2009，第507頁.
116. ↑  Egoumenides 2014，第91頁.
117. ↑  Williams 2019，第107-108頁.
118. 1 2  Williams 2017，第4–5頁.
119. ↑  Kinna 2019，第125頁.
120. ↑  Williams 2019，第112頁.
121. ↑  Williams 2019，第112-113頁.
122. ↑  Norris 2020，第7-8頁.
123. ↑  Levy 2011，第13頁; Nesser 2012，第62頁.
124. ↑  Harmon 2011，第55頁.
125. ↑  Carter 1978，第320頁.
126. ↑  Fiala 2017，section 3.1.
127. ↑  Kinna 2019，第116-117頁.
128. ↑  Carter 1978，第320–325頁.
129. ↑  Williams 2019，第113頁.
130. ↑  Williams 2019，第114頁.
131. ↑  Kinna 2019，第134–135頁.
132. ↑  Williams 2019，第115頁.
133. ↑  Williams 2019，第117頁.
134. ↑  Williams 2019，第109–117頁.
135. ↑  Kinna 2019，第145–149頁.
136. ↑  Williams 2019，第109, 119頁.
137. ↑  Williams 2019，第119-121頁.
138. ↑  Williams 2019，第118-119頁.
139. ↑  Williams 2019，第120-121頁.
140. ↑  Kinna 2019，第139頁; Mattern 2019，第596頁; Williams 2017，第5–6頁.
141. ↑  Kinna 2012，第250頁; Williams 2019，第119頁.
142. ↑  Williams 2019，第122頁.
143. ↑  Morland 2004，第37-38頁.
144. ↑  Marshall 1993，第565頁: "In fact, few anarchists would accept the 'anarcho-capitalists' into the anarchist camp since they do not share a concern for economic equality and social justice, Their self-interested, calculating market men would be incapable of practising voluntary co-operation and mutual aid. Anarcho-capitalists, even if they do reject the State, might therefore best be called right-wing libertarians rather than anarchists".; Honderich 1995，第31頁; Meltzer 2000，第50頁: "The philosophy of "anarcho-capitalism" dreamed up by the "libertarian" New Right, has nothing to do with Anarchism as known by the Anarchist movement proper".; Goodway 2006，第4頁: "'Libertarian' and 'libertarianism' are frequently employed by anarchists as synonyms for 'anarchist' and 'anarchism', largely as an attempt to distance themselves from the negative connotations of 'anarchy' and its derivatives. The situation has been vastly complicated in recent decades with the rise of anarcho-capitalism, 'minimal statism' and an extreme right-wing laissez-faire philosophy advocated by such theorists as Murray Rothbard and Robert Nozick and their adoption of the words 'libertarian' and 'libertarianism'. It has therefore now become necessary to distinguish between their right libertarianism and the left libertarianism of the anarchist tradition".; Newman 2010，第53頁: "It is important to distinguish between anarchism and certain strands of right-wing libertarianism which at times go by the same name (for example, Murray Rothbard's anarcho-capitalism)".
145. ↑  De George 2005，第31–32頁.
146. ↑  Nicholas 2019，第603頁.
147. 1 2  Lucy 2020，第162頁.
148. ↑  Nicholas 2019，第611頁; Jeppesen & Nazar 2012，第175-176頁.
149. ↑  Jeppesen & Nazar 2012，第175-176頁.
150. ↑  Jeppesen & Nazar 2012，第177頁.
151. ↑  Jeppesen & Nazar 2012，第175-177頁.
152. ↑  Kinna2019，第166-167頁.
153. ↑  Nicholas 2019，第609-611頁.
154. ↑  Nicholas 2019，第610-611頁.
155. ↑  Nicholas 2019，第616-617頁.
156. ↑  Kinna 2019，第97頁.
157. ↑  Kinna 2019，第83–85頁.
158. ↑  Suissa 2019，第514, 521頁; Kinna 2019，第83–86頁; Marshall 1993，第222頁.
159. ↑  Suissa 2019，第511–512頁.
160. ↑  Suissa 2019，第511–514頁.
161. ↑  Suissa 2019，第517-518頁: For more see Tolstoy essay's Education and Culture.
162. ↑  Suissa 2019，第518-519頁.
163. ↑  Avrich 1980，第3–33頁; Suissa 2019，第519–522頁.
164. ↑  Kinna 2019，第89–96頁.
165. ↑  Ward 1973，第39–48頁.
166. ↑  Suissa 2019，第523–526頁.
167. ↑  Carter 1971，第14頁.
168. ↑  Jun 2019，第32–38頁.
169. ↑  Wendt 2020，第2頁; Ashwood 2018，第727頁.
170. ↑  Ashwood 2018，第735頁.
171. 1 2  Antliff 1998，第99頁.
172. ↑  Mattern 2019，第592頁.
173. ↑  Gifford 2019，第577頁.
174. ↑  Marshall 1993，第493–494頁; Dunn 2012; Evren, Kinna & Rouselle 2013.
175. ↑  Mattern 2019，第592–593頁.
176. ↑  Mattern 2019，第593頁.
177. ↑  Robé 2017，第44頁.
178. ↑  Miller et al. 2019，第1頁.
179. ↑  Mattern 2019，第593–596頁.
180. ↑  Antliff 1998，第78頁.
181. 1 2  Peterson 1987，第238頁.
182. ↑  Ward 2004，第78頁.
183. ↑  Fiala 2017，"4. Objections and Replies".
184. ↑  Klosko 1999，第536頁.
185. ↑  Klosko 1999，第536頁; Kristjánsson 2000，第896頁.
186. ↑  Dagger 2018，第35頁.
187. ↑  Rogers 2020.
188. ↑  Ferguson 1886.
189. ↑  Gans 1992，第37頁.
190. ↑  Gans 1992，第38頁.
191. ↑  Gans 1992，第34, 38頁.
192. ↑  Brinn 2020，第206頁.
193. ↑  Dodds 2011.
194. ↑  Baár et al. 2016，第488頁.

### 
第一手
- Bakunin, Mikhail. . Cambridge Texts in the History of Political Thought. 由Shatz, Marshall翻译. Cambridge, England: Cambridge University Press. 1990 [1873]. ISBN 978-0-521-36182-8. LCCN 89077393. OCLC 20826465. doi:10.1017/CBO9781139168083.

第二手
- Adams, Matthew S.; Levy, Carl (编). . Palgrave Macmillan. 2018. ISBN 978-3-319-75619-6.
- Adams, Matthew S.; Levy, Carl. . Adams, Matthew S.; Levy, Carl  (编). . Springer Publishing. 2019: 1–23. ISBN 978-3-319-75620-2.
- Angelbeck, Bill; Grier, Colin. . Current Anthropology. 2012, 53 (5): 547–587. doi:10.1086/667621.
- Anderson, Benedict. . New Left Review. 2004, 2 (28): 85–129  [2016-01-07]. （原始内容存档于2015-12-19）.
- Antliff, Mark. . Oxford Art Journal. 1998, 21 (2): 101–120. JSTOR 1360616. doi:10.1093/oxartj/21.2.99.
- Ashwood, Loka. . Rural Sociology. 2018, 83 (4): 717–748. doi:10.1111/ruso.12226.
- Avrich, Paul. . Princeton University Press. 1996. ISBN 978-0-691-04494-1.
- Avrich, Paul. . Stirling: AK Press. 2006. ISBN 978-1-904859-48-2.
- Avrich, Paul. . Princeton University Press. 1980: 3–33  [2020-12-06]. ISBN 978-1-4008-5318-2. OCLC 489692159. （原始内容存档于2019-12-24）.
- Baár, Monika; Falina, Maria; Janowski, Maciej; Kopeček, Michal; Trencsényi, Balázs Trencsényi.  I. Oxford: Oxford University Press. 2016. ISBN 9780191056956.
- Bantman, Constance. . Levy, Carl; Adams, Matthew S.  (编). . Springer Publishing. 2019. ISBN 978-3-319-75620-2.
- Bates, David. . Paul Wetherly  (编). . Oxford University Press. 2017  [2019-10-18]. ISBN 978-0-19-872785-9. （原始内容存档于2021-02-18）.
- Bolloten, Burnett. . University of North Carolina Press. 1984. ISBN 978-0-8078-1906-7.
- Brinn, Gearóid. . European Journal of Political Theory. 2020, 19 (2): 206–227. doi:10.1177/1474885119865975.
- Brooks, Frank H. . Transaction Publishers. 1994. ISBN 978-1-56000-132-4.
- Carlson, Andrew R.  (PDF). The Early Movement. Metuchen, New Jersey: Scarecrow Press. 1972  [2021-11-11]. ISBN 978-0-81080-484-5. （原始内容存档 (PDF)于2021-10-11）.
- Carter, April. . Routledge. 1971  [2019-10-18]. ISBN 978-0-415-55593-7. （原始内容存档于2021-01-15）.
- Carter, April. . Nomos (American Society for Political and Legal Philosophy). 1978, 19: 320–340. JSTOR 24219053.
- Chaliand, Gerard; Blin, Arnaud (编). . Berkeley, CA; Los Angeles, CA; London, England: University of California Press. 2007. ISBN 978-0-520-24709-3. OCLC 634891265.
- Crone, Patricia.  (PDF). Past & Present. 2000, 167: 3–28  [2019-10-18]. doi:10.1093/past/167.1.3. （原始内容 (PDF)存档于2020-08-28）.
- Cohn, Jesse. . Ness, Immanuel  (编). . Oxford: John Wiley & Sons. 2009: 1–11. ISBN 978-1-4051-9807-3. doi:10.1002/9781405198073.wbierp0039.
- Dagger, Tristan J. . Oxford: Oxford University Press. 2018. ISBN 9780199388837.
- Díez, Xavier.  (PDF). 2006  [2011-05-06]. （原始内容 (PDF)存档于2011-07-23）.
- Díez, Xavier. . Barcelona: Virus Editorial. 2007  [2019-10-18]. ISBN 978-84-96044-87-6. （原始内容存档于2021-03-23）.
- 德里克, 阿里夫. . 由孙宜学翻译. 广西师范大学出版社. 2006  [2022-12-31]. ISBN 978-7-5633-5933-2.
- Dodds, Jonathan. . Socialist Review. 2011  [2020-07-31]. （原始内容存档于2021-02-18）.
- Dodson, Edward.  2. Authorhouse. 2002. ISBN 978-0-595-24912-1.
- Dunn, Kevin. . Punk & Post-Punk (Intellect). 2012-08, 1 (2): 201–218. doi:10.1386/punk.1.2.201_1.
- Egoumenides, Magda. . New York: Bloomsbury Publishing USA. 2014  [2020-12-06]. ISBN 978-1-4411-2445-6. （原始内容存档于2021-02-18）.
- Evren, Süreyyya. . Rousselle, Duane; Evren, Süreyyya  (编). . Pluto Press. 2011: 1–19. ISBN 978-0-7453-3086-0.
- Evren, Süreyyya; Kinna, Ruth; Rouselle, Duane. . Santa Barbara, California: Punctum Books. 2013. ISBN 978-0615838625.
- Ferguson, Francis L. . The North American Review (University of Northern Iowa). 1886, 143 (357): 204–206. ISSN 0029-2397. JSTOR 25101094.
- Fernández, Frank. . Sharp Press. 2009 [2001]  [2019-10-18]. （原始内容存档于2012-03-04）.
- Franks, Benjamin. Freeden, Michael; Stears, Marc , 编. . The Oxford Handbook of Political Ideologies (Oxford University Press). 2013: 385–404. doi:10.1093/oxfordhb/9780199585977.013.0001 （英语）.
- Franks, Benjamin. . Levy, Carl; Adams, Matthew S.  (编). . Springer Publishing. 2019: 549–570. ISBN 978-3-319-75620-2.
- Gabardi, Wayne. . American Political Science Review. 1986, 80 (1): 300–302. JSTOR 446800. doi:10.2307/1957102.
- Gans, Chaim.  reprint. Cambridge: Cambridge University Press. 1992. ISBN 9780521414500.
- Gay, Kathlyn; Gay, Martin. . ABC-CLIO. 1999. ISBN 978-0-87436-982-3.
- Gifford, James. . Levy, Carl; Adams, Matthew S.  (编). . Springer Publishing. 2019. ISBN 978-3-319-75620-2.
- Goodway, David. . Liverpool Press. 2006. ISBN 978-1-84631-025-6.
- Graham, Robert. . Montréal: Black Rose Books. 2005  [2011-03-05]. ISBN 978-1-55164-250-5. （原始内容存档于2010-11-30）.
- Graham, Robert. . Levy, Carl; Adams, Matthew S.  (编). . Springer. 2019  [2019-10-18]. ISBN 978-3-319-75620-2. （原始内容存档于2021-02-18）.
- Guérin, Daniel. . Monthly Review Press. 1970  [2019-10-18]. ISBN 9780853451280. （原始内容存档于2020-07-14）.
- Harrison, Kevin; Boyd, Tony. . Manchester University Press. 2003-12-05  [2019-10-18]. ISBN 978-0-7190-6151-6. （原始内容存档于2021-03-08）.
- Harmon, Christopher C. . Connections. 2011, 10 (2): 51–104. JSTOR 26310649.
- Heywood, Andrew.  6th. Macmillan International Higher Education. 2017-02-16  [2019-10-18]. ISBN 978-1-137-60604-4. （原始内容存档于2021-02-18）.
- Honderich, Ted. . Oxford University Press. 1995. ISBN 978-0-19-866132-0.
- 洪德先. . 食貨月刊. 1985-02-15, 14 (9&10): 415–424  [2022-09-07]. doi:10.6435/SHM.198502.0415. （原始内容存档于2022-09-08）.
- 胡庆云.  1. 北京: 国防大学出版社. 1994-02  [2021-08-04]. ISBN 7-5626-0498-3. （原始内容存档于2021-10-21）.
- Imrie, Doug. . Anarchy: A Journal Of Desire Armed. 1994  [2010-12-09]. （原始内容存档于2015-09-08）.
- Jennings, Jeremy. . Eatwell, Roger; Wright, Anthony  (编). . London: Pinter. 1993: 127–146. ISBN 978-0-86187-096-7.
- Jennings, Jeremy. . Eatwell, Roger; Wright, Anthony  (编).  reprinted, 2nd. London: A & C Black. 1999. ISBN 9780826451736.
- Jeppesen, Sandra; Nazar, Holly. . Ruth Kinna  (编). . Bloomsbury Publishing. 2012-06-28  [2020-02-09]. ISBN 978-1-4411-4270-2. （原始内容存档于2021-01-15）.
- Johnson, Charles. . Long, Roderick T.; Machan, Tibor R.  (编). . Ashgate. 2008: 155–188. ISBN 978-0-7546-6066-8.
- Jun, Nathan. . WorkingUSA. 2009, 12 (3): 505–519. ISSN 1089-7011. doi:10.1111/j.1743-4580.2009.00251.x.
- Jun, Nathan. . Levy, Carl; Adams, Matthew S.  (编). . Springer Publishing. 2019. ISBN 978-3-319-75620-2.
- Joll, James. . Harvard University Press. 1964. ISBN 978-0-674-03642-0.
- Joll, James. . Επίκουρος(Greek edition). 1975. ISBN 9780674036413.
- Kahn, Joseph. . The New York Times. 2000, (5 August).
- Kinna, Ruth. . Bloomsbury Academic. 2012. ISBN 978-1-62892-430-5.
- Kinna, Ruth. . Penguin Random House. 2019  [2020-01-24]. ISBN 978-0-241-39655-1. （原始内容存档于2021-02-18）.
- Klosko, George. . The Review of Politics. 1999, 61 (3): 536–538  [2020-02-07]. ISSN 1748-6858. doi:10.1017/S0034670500028989. （原始内容存档于2020-11-24）.
- Klosko, George. . Oxford University Press. 2005  [2019-10-18]. ISBN 978-0-19-955104-0. （原始内容存档于2020-11-24）.
- Kristjánsson, Kristján. . Mind. 2000, 109 (436): 896–900  [2020-02-23]. （原始内容存档于2021-02-18）.
- Laursen, Ole Birk. . Levy, Carl; Adams, Matthew S.  (编). . Springer. 2019  [2019-10-18]. ISBN 978-3-319-75620-2. （原始内容存档于2021-02-18）.
- Levy, Carl. . Journal for the Study of Radicalism. 2011-05-08, 4 (2): 1–44. ISSN 1930-1197. doi:10.1353/jsr.2010.0003.
- Long, Roderick T. Gaud, Gerald F.; D'Agostino, Fred , 编. . Routledge. 2013  [2019-10-18]. ISBN 978-0-415-87456-4. （原始内容存档于2020-08-09）.
- Lucy, Nicholas. . . SAGE Publishing. 2020: 160–183  [2020-12-06]. ISBN 9781529721942. （原始内容存档于2021-01-15）.
- Lutz, James M.; Ulmschneider, Georgia Wralstad. . Perspectives on Terrorism. 2019, 13 (6): 43–57. JSTOR 26853740.
- Levy, Carl; Adams, Matthew S. . Levy, Carl; Adams, Matthew S.  (编). . Springer Publishing. 2019: 1–23. ISBN 978-3-319-75620-2.
- Marshall, Peter. . Harper Collins. 1992. ISBN 978-0-00-217855-6.
- Marshall, Peter. . Oakland, CA: PM Press. 1993. ISBN 978-1-60486-064-1.
- Mattern, Mark. . Levy, Carl; Adams, Matthew S.  (编). . Springer Publishing. 2019. ISBN 978-3-319-75620-2.
- Mayne, Alan James. . Greenwood Publishing Group. 1999  [2010-09-20]. ISBN 978-0-275-96151-0.
- McElroy, Wendy.  (PDF). Journal of Libertarian Studies. 1981, 5 (3): 291–304  [2014-09-13]. （原始内容存档 (PDF)于2013-09-11）.
- McElroy, Wendy. . The Libertarian Enterprise. 1996  [2009-11-29]. （原始内容存档于2011-06-14）.
- McLaughlin, Paul.  (PDF). Aldershot: Ashgate. 2007-11-28. ISBN 978-0-7546-6196-2. （原始内容 (PDF)存档于2018-08-04）.
- Morland, Dave. . Jonathan Purkis; James Bowen  (编). . Manchester University Press. 2004: 23–38  [2020-02-23]. ISBN 978-0-7190-6694-8. （原始内容存档于2021-02-18）.
- Meltzer, Albert. . AK Press. 2000-01-01. ISBN 978-1-873176-57-3.
- Morris, Brian. . Black Rose Books. 1993  [2019-10-18]. ISBN 978-1-895431-66-7. （原始内容存档于2021-02-25）.
- Morris, Christopher W. . Cambridge University Press. 2002  [2019-10-18]. ISBN 978-0-521-52407-0. （原始内容存档于2021-01-15）.
- Morriss, Brian. . Marshall, Peter illustrated. Oakland: PM Press. 2015. ISBN 9781604860931.
- Moynihan, Colin. . The New York Times. 2007, (16 April).
- Moya, Jose C. . Geoffroy de Laforcade  (编). . Kirwin R. Shaffer. University Press of Florida. 2015  [2019-10-18]. ISBN 978-0-8130-5138-3. （原始内容存档于2020-08-09）.
- Nesser, Petter. . Perspectives on Terrorism. 2012, 6 (6): 61–73. JSTOR 26296894.
- Nettlau, Max. . Freedom Press. 1996. ISBN 978-0-900384-89-9.
- Newman, Michael. . Oxford: Oxford University Press. 2005. ISBN 9780192804310.
- Newman, Saul. . Edinburgh University Press. 2010  [2019-10-18]. ISBN 978-0-7486-3495-8. （原始内容存档于2020-01-03）.
- Nicholas, Lucy. . Levy, Carl; Adams, Matthew S.  (编). . Springer. 2019. ISBN 978-3-319-75620-2.
- Norris, Jesse J. . Perspectives on Terrorism. 2020, 14 (3). ISSN 2334-3745. JSTOR 26918296s.
- Nomad, Max. . Drachkovitch, Milorad M.  (编). . Stanford University Press. 1966: 88. ISBN 978-0-8047-0293-5.
- Ostergaard, Geoffrey. William Outhwaite , 编. . Blackwell Publishing Ltd. 2006  [2019-10-18]. ISBN 978-0-470-99901-1. （原始内容存档于2021-02-18）.
- Osgood, Herbert L. . Political Science Quarterly (The Academy of Political Science). 1889, 4 (1): 1–36. JSTOR 2139424. doi:10.2307/2139424.
- Parry, Richard. . Rebel Press. 1987  [2019-10-18]. ISBN 978-0-946061-04-4. （原始内容存档于2021-02-18）.
- Perlin, Terry M. . Transaction Publishers. 1979  [2019-10-18]. ISBN 978-1-4128-2033-2. （原始内容存档于2021-02-18）.
- Pernicone, Nunzio. . Princeton University Press. 2009  [2019-10-18]. ISBN 978-0-691-63268-1. （原始内容存档于2020-08-19）.
- Peterson, Steven A. . Journal of Libertarian Studies. 1987, 8 (2): 237–245  [2020-12-10]. （原始内容存档于2021-02-18）.
- Pierson, Christopher. . Oxford University Press. 2013  [2019-10-18]. ISBN 978-0-19-967329-2. （原始内容存档于2021-03-16）.
- 乔姆斯基, 诺姆. 阿诺夫, 安东尼 , 编. . 由李梅翻译 1. 上海: 上海人民出版社. 2021. ISBN 9787208168343 （中文（简体））.
- Ramnath, Maia. . Levy, Carl; Adams, Matthew S.  (编). . Springer. 2019  [2019-10-18]. ISBN 978-3-319-75620-2. （原始内容存档于2021-02-18）.
- Robé, Chris. . PM Press. 2017  [2020-12-08]. ISBN 978-1-629-63233-9. （原始内容存档于2022-02-21）.
- Rogers, Tristan J. . London: Routledge. 2020. ISBN 9781000222647.
- Rupert, Mark. . Lanham: Rowman & Littlefield Publishers. 2006. ISBN 978-0-7425-2943-4.
- Ryner, Han. . Han Ryner Archive. 2007 [1905]  [2019-10-18]. （原始内容存档于2008-09-06）.
- Shannon, Deric. . Levy, Carl; Adams, Matthew S.  (编). . Springer Publishing. 2019: 91–106. ISBN 978-3-319-75620-2.
- Skirda, Alexandre. . AK Press. 2002. ISBN 978-1-902593-19-7.
- Sylvan, Richard. . Robert E. Goodin; Philip Pettit; Thomas Pogge  (编).  (PDF). Blackwell Companions to Philosophy 5 2nd. Blackwell Publishing. 2007. ISBN 978-1-4051-3653-2. （原始内容 (PDF)存档于2017-05-17）.
- Suissa, Judith. . Levy, Carl; Adams, Matthew S.  (编). . Springer Publishing. 2019  [2019-10-18]. ISBN 978-3-319-75620-2. （原始内容存档于2021-02-18）.
- Thomas, Paul. . London: Routledge & Kegan Paul. 1985. ISBN 978-0-7102-0685-5.
- Turcato, Davide. . Levy, Carl; Adams, Matthew S.  (编). . Springer Publishing. 2019. ISBN 978-3-319-75620-2.
- van der Walt, Lucien. . Levy, Carl; Adams, Matthew S.  (编). . Springer Publishing. 2019: 249–264. ISBN 978-3-319-75620-2.
- Walter, Nicholas. . London: Freedom Press. 2002. ISBN 9780900384905.
- 丸尾勝.  (PDF). 中国言語文化研究. 2009, (9): 9-27  [2022-12-31]. （原始内容存档 (PDF)于2023-03-15）.
- Ward, Colin. . Education Without Schools. 1973: 39–48.
- Ward, Colin. . OUP Oxford. 2004-10-21  [2019-10-18]. ISBN 978-0-19-280477-8. （原始内容存档于2021-03-04）.
- Wendt, Fabian. . Law and Philosophy. 2020, 39 (5): 527–544. doi:10.1007/s10982-020-09377-4.
- Wilburn, Shawn. . Levy, Carl; Adams, Matthew S.  (编). . Springer Publishing. 2019. ISBN 978-3-319-75620-2.
- Williams, Dana M. . Journal of Black Studies (Thousand Oaks: SAGE Publishing). 2015, 46 (7): 678–703. JSTOR 24572914. doi:10.1177/0021934715593053.
- Williams, Dana M. . Sociology Compass (Wiley). 2017, 12 (6). ISSN 1751-9020. doi:10.1111/soc4.12582.
- Williams, Dana M. . Levy, Carl; Adams, Matthew S.  (编). . Springer Publishing. 2019. ISBN 978-3-319-75620-2.
- Williams, Leonard. . Journal for the Study of Radicalism (East Lansing: Michigan State University Press). 2010, 4 (2): 109–137. JSTOR 41887660. S2CID 143304524. doi:10.1353/jsr.2010.0009.
- 徐善广; 柳剑平.  1. 武汉: 湖北人民出版社. 1989  [2021-08-07]. ISBN 7-216-00337-3. （原始内容存档于2021-10-21）.
- 楊慧儀. . 手民出版社. 2019. ISBN 978-988-14233-7-5.
- Ytak, Cathy. . 2000. （原始内容存档于2007-06-09）.
- 袁斌业. . 东方翻译. 2018, (06): 46–52  [2022-10-03]. CN 31-2025/H. ISSN 1674-6686. （原始内容存档于2022-10-03）.

第三手
- Coutinho, Steve. . Internet Encyclopedia of Philosophy. 2016-03-03  [2019-03-05]. （原始内容存档于2016-03-03）.
- De George, Richard T. Ted Honderich , 编. . Oxford University Press. 2005. ISBN 9780199264797.
- Fiala, Andrew. . . Metaphysics Research Lab, Stanford University. 2017  [2019-10-18]. （原始内容存档于2020-08-28）.
- Miller, Martin A.; Dirlik, Arif; Rosemont, Franklin; Augustyn, Adam; Duignan, Brian; Lotha, Gloria. . . 2019  [2020-12-08]. （原始内容存档于2020-11-28）.
- McLean, Iain; McMillan, Alistair. . Oxford University Press. 2003  [2019-10-18]. ISBN 978-0-19-280276-7. （原始内容存档于2021-01-30）.
- . Merriam-Webster. 2019  [2019-02-28]. （原始内容存档于2021-02-18）.
- Miller, David. . Wiley. 1991-08-26  [2019-10-18]. ISBN 978-0-631-17944-3. （原始内容存档于2020-08-18）.
- Morriss, Andrew. . Hamowy, Ronald  (编). . SAGE; Cato Institute: 13–14. 2008  [2020-12-06]. ISBN 978-1-4129-6580-4. OCLC 191924853. doi:10.4135/9781412965811.n8. （原始内容存档于2021-02-18）.
- Ostergaard, Geoffrey. . Blackwell Publishing. 2003.
- . Merriam-Webster. 2019  [2019-02-28]. （原始内容存档于2021-02-18）.
- .  3rd. Oxford University Press. 2005.

## 延伸閱讀
- Barclay, Harold B. . Kahn & Averill. 1990  [2019-10-18]. ISBN 978-0-939306-09-1. （原始内容存档于2021-02-18）.
- Harper, Clifford. . Camden Press. 1987  [2019-10-18]. ISBN 978-0-948491-22-1. （原始内容存档于2021-02-18）.
- Le Guin, Ursula K. . HarperCollins. 2009.
- Kinna, Ruth. . Oneworld. 2005  [2019-10-18]. ISBN 978-1-85168-370-3. （原始内容存档于2021-02-18）.
- Sartwell, Crispin. . SUNY Press. 2008  [2019-10-18]. ISBN 978-0-7914-7447-1. （原始内容存档于2021-03-07）.
- Scott, James C. . Princeton, New Jersey: Princeton University Press. 2012. ISBN 978-0-691-15529-6.
- Wolff, Robert Paul. . University of California Press. 1998. ISBN 978-0-520-21573-3.

## 外部連結
- 安那其存档馆（英文）（页面存档备份，存于），安那其存档馆（英语：Anarchy Archives）是一个关于无政府主义历史和理论的线上研究中心。